# Terza Divisione 1932-1933
| Indice Abruzzo · Calabria · Campania · Cirenaica · Emilia-Romagna · Friuli-Venezia Giulia · Lazio · Liguria · Lombardia Marche · Piemonte · Puglia · Sardegna · Sicilia · Toscana · Umbria · Veneto · Venezia Tridentina Finali Nord · Bibliografia · Voci correlate · Collegamenti esterni |

La Terza Divisione 1932-1933 è stata il torneo regionale inferiore del campionato italiano di calcio, il più basso in assoluto.
La gestione di questo campionato era affidata ai Direttori Regionali, che li organizzavano autonomamente, con la possibilità di ripartire le squadre su più gironi tenendo in alta considerazione le distanze chilometriche, le strade di principale comunicazione e i mezzi di trasporto dell'epoca.

Ai fini della mancata partecipazione a gare ufficiali (rinuncia rilevata sul campo dall'arbitro) le società partecipanti al campionato in caso di mancata o ritardata partecipazione erano giustificate solo se avessero portato una giustificazione scritta fatta dal capostazione ferroviario o dal conduttore tramviario e solo in questi casi la gara sarebbe stata rinviata "per causa di forza maggiore" perché in caso di incidenti automobilistici avrebbero perso la partita a tavolino (e ricevuto una penalizzazione).
I Direttori Regionali organizzavano i gironi di finale, in cui erano attribuiti anche i titoli regionali di campione di Terza Divisione, le finali sia per il titolo che per la promozione di solito coincidevano salvo dividere le società di Terza Divisione da quelle "Riserve" e "Allievi". All'epoca queste squadre erano classificate per ordine d'importanza, non per l'età dei giocatori: le Riserve la II squadra, gli Allievi la III e i Ragazzi la IV.
A questo campionato partecipavano anche le squadre "Riserve" (qui indicate con la lettera B) e "Allievi" (indicati con la lettera C).

## Piemonte

### Girone A

#### Squadre partecipanti
| Squadra                       | Città                         | Stadio | Stagione precedente |
| ----------------------------- | ----------------------------- | ------ | ------------------- |
| U.S. Borgomanerese            | Borgomanero (NO)              |        |                     |
| U.S. Camerese                 | Cameri (NO)                   |        |                     |
| U.S. Castellettese            | Castelletto sopra Ticino (NO) |        |                     |
| U.S. Felice Saini             | Cressa (NO)                   |        |                     |
| U.S. Galliatese (B = riserve) | Galliate (NO)                 |        |                     |
| G.S.F. Leonardi               | Gattico (NO)                  |        |                     |
| Oleggio Sportiva              | Oleggio (NO)                  |        |                     |
| Suno S.C.                     | Suno (NO)                     |        |                     |
| U.S. Varalpombiese            | Varallo Pombia (NO)           |        |                     |

#### Classifica finale
|  | Pos. | Squadra      | Pt       | G  | V | N | P | GF | GS | DR |
|  | ---- | ------------ | -------- | -- | - | - | - | -- | -- | -- |
|  | 1.   | Felice Saini | ??       | 14 |   |   |   |    |    |    |
|  | 2.   | ??           | ??       | 14 |   |   |   |    |    |    |
|  | 3.   | ??           | ??       | 14 |   |   |   |    |    |    |
|  | 4.   | ??           | ??       | 14 |   |   |   |    |    |    |
|  | 5.   | ??           | ??       | 14 |   |   |   |    |    |    |
|  | 6.   | ??           | ??       | 14 |   |   |   |    |    |    |
|  | 7.   | ??           | ??       | 14 |   |   |   |    |    |    |
|  | 8.   | ??           | ??       | 14 |   |   |   |    |    |    |
|  | ---  | Galliatese B | Ritirato |    |   |   |   |    |    |    |

Legenda:
      Ammesso alle finali.
 Ritirato durante il campionato.
Regolamento:
Due punti a vittoria, uno a pareggio, zero a sconfitta.
In caso di pari punti per le squadre fuori dalla zona promozione e retrocessione era in vigore il pari merito.

### Girone B

#### Squadre partecipanti
| Squadra                         | Città               | Stadio | Stagione precedente |
| ------------------------------- | ------------------- | ------ | ------------------- |
| U.S. Balzola                    | Balzola (AL)        |        |                     |
| A.S. Biellese (B = riserve)     | Biella (VC)         |        |                     |
| A.C. Borgosesia                 | Borgosesia (VC)     |        |                     |
| A.C. Cossato                    | Cossato (VC)        |        |                     |
| U.S.I. Grignasco                | Grignasco (NO)      |        |                     |
| U.S. Pray                       | Pray (VC)           |        |                     |
| U.S. Pro Vercelli (D = ragazzi) | Vercelli            |        |                     |
| U.S. Valle Cervo                | Sagliano Micca (VC) |        |                     |

#### Classifica finale
|  | Pos. | Squadra        | Pt | G  | V  | N | P | GF | GS | DR  |
|  | ---- | -------------- | -- | -- | -- | - | - | -- | -- | --- |
|  | 1.   | Pray           | 22 | 16 | 10 | 2 | 4 | 35 | 23 | +12 |
|  | 2.   | Balzola        | 18 | 16 | 8  | 2 | 6 | 41 | 17 | +24 |
|  | 3.   | Pro Vercelli D | 16 | 14 | 6  | 4 | 4 | 21 | 23 | -2  |
|  | 4.   | Grignasco      | 14 | 14 | 7  | 0 | 7 | 28 | 29 | -1  |
|  | 4.   | Valle Cervo    | 14 | 14 | 6  | 2 | 6 | 17 | 20 | -3  |
|  | 6.   | Cossato        | 12 | 14 | 5  | 2 | 7 | 13 | 19 | -6  |
|  | 7.   | Borgosesia     | 10 | 14 | 4  | 2 | 8 | 19 | 31 | -12 |
|  | 7.   | Biellese B     | 10 | 14 | 4  | 2 | 8 | 18 | 30 | -12 |

Legenda:
      Ammesso alle finali.
Regolamento:
Due punti a vittoria, uno a pareggio, zero a sconfitta.
In caso di pari punti per le squadre fuori dalla zona promozione e retrocessione era in vigore il pari merito.

### Qualificazione
|         | Risultati |         | Luogo e data           |
| ------- | --------- | ------- | ---------------------- |
| Balzola | 0 - 1     | Pray    | Balzola, 2 aprile 1933 |
| Pray    | 5 - 1     | Balzola | Pray, aprile 1933      |
|         |           |         |                        |

### Girone C

#### Squadre partecipanti
| Squadra                        | Città                     | Stadio | Stagione precedente |
| ------------------------------ | ------------------------- | ------ | ------------------- |
| U.S. Alessandria (C = allievi) | Alessandria               |        |                     |
| A.C. Cuneo (B = riserve)       | Cuneo                     |        |                     |
| G.S. F.I.A.T.                  | Torino                    |        |                     |
| G.S. Mazzonis                  | Luserna San Giovanni (TO) |        |                     |
| Pinerolo F.C. (B = riserve)    | Pinerolo (TO)             |        |                     |
| S.S. Racconigi                 | Racconigi (CN)            |        |                     |
| F.C. Torino (C = allievi)      | Torino                    |        |                     |
| A.C. Villafranca               | Villafranca Piemonte (TO) |        |                     |

#### Classifica finale
|  | Pos. | Squadra  | Pt | G  | V | N | P | GF | GS | DR |
|  | ---- | -------- | -- | -- | - | - | - | -- | -- | -- |
|  | 1.   | Torino C | ?? | 14 |   |   |   |    |    |    |
|  | 2.   | ??       | ?? | 14 |   |   |   |    |    |    |
|  | 3.   | ??       | ?? | 14 |   |   |   |    |    |    |
|  | 4.   | ??       | ?? | 14 |   |   |   |    |    |    |
|  | 5.   | ??       | ?? | 14 |   |   |   |    |    |    |
|  | 6.   | ??       | ?? | 14 |   |   |   |    |    |    |
|  | 7.   | ??       | ?? | 14 |   |   |   |    |    |    |
|  | 8.   | ??       | ?? | 14 |   |   |   |    |    |    |

Legenda:
      Ammesso alle finali.
Regolamento:
Due punti a vittoria, uno a pareggio, zero a sconfitta.
In caso di pari punti per le squadre fuori dalla zona promozione e retrocessione era in vigore il pari merito.

### Girone D

#### Squadre partecipanti
| Squadra                     | Città               | Stadio | Stagione precedente |
| --------------------------- | ------------------- | ------ | ------------------- |
| A.S. Aosta                  | Aosta               |        |                     |
| Chieri F.C.                 | Chieri (TO)         |        |                     |
| A.C. Ivrea                  | Ivrea (TO)          |        |                     |
| F.C. Juventus (C = allievi) | Torino              |        |                     |
| G.S. Lancia                 | Torino              |        |                     |
| Michelin S.C.               | Torino              |        |                     |
| G.Dop. Snia                 | TO-Abbadia di Stura |        |                     |
| U.S. Volpiano               | Volpiano (TO)       |        |                     |

#### Classifica finale
|  | Pos. | Squadra    | Pt       | G  | V | N | P | GF | GS | DR  |
|  | ---- | ---------- | -------- | -- | - | - | - | -- | -- | --- |
|  | 1.   | Juventus C | 18       | 12 | 8 | 2 | 2 | 37 | 11 | +26 |
|  | 2.   | Volpiano   | 14       | 12 | 6 | 2 | 4 | 21 | 21 | 0   |
|  | 3.   | Chieri     | 13       | 12 | 5 | 3 | 4 | 21 | 17 | +4  |
|  | 4.   | Ivrea      | 11       | 12 | 2 | 7 | 3 | 14 | 19 | -5  |
|  | 5.   | Aosta      | 10       | 12 | 4 | 2 | 6 | 23 | 23 | 0   |
|  | 5.   | Lancia     | 10       | 12 | 3 | 4 | 5 | 21 | 25 | -4  |
|  | 7.   | Snia       | 8        | 12 | 1 | 6 | 5 | 15 | 34 | -19 |
|  | ---  | Michelin   | Ritirato |    |   |   |   |    |    |     |

Legenda:
      Ammesso alle finali.
      Promosso in Seconda Divisione 1933-1934 a completamento degli organici.
 Ritirato durante il campionato.
Regolamento:
Due punti a vittoria, uno a pareggio, zero a sconfitta.
In caso di pari punti per le squadre fuori dalla zona promozione e retrocessione era in vigore il pari merito.

### Girone finale

#### Classifica finale
|  | Pos. | Squadra      | Pt | G | V | N | P | GF | GS | DR |
|  | ---- | ------------ | -- | - | - | - | - | -- | -- | -- |
|  | 1.   | Juventus C   | 8  | 6 | 4 | 0 | 2 | 18 | 9  | +9 |
|  | 2.   | Torino C     | 6  | 6 | 3 | 0 | 3 | 13 | 8  | +5 |
|  | 2.   | Pray         | 6  | 6 | 2 | 2 | 2 | 10 | 17 | -7 |
|  | 4.   | Felice Saini | 4  | 6 | 1 | 2 | 3 | 8  | 15 | -7 |

Legenda:
      Campione Piemontese di Terza Divisione.
Regolamento:
Due punti a vittoria, uno a pareggio, zero a sconfitta.
In caso di pari punti per le squadre fuori dalla zona promozione e retrocessione era in vigore il pari merito.

## Lombardia
103 squadre iscritte.

### Girone A

#### Squadre partecipanti
| Squadra                              | Città                   | Stadio | Stagione precedente |
| ------------------------------------ | ----------------------- | ------ | ------------------- |
| G.S.F. Binasco                       | Binasco (MI)            |        |                     |
| U.S. Bollatese (B = riserve)         | Bollate (MI)            |        |                     |
| G.S. Bonservizi-Tonoli               | Milano-Bovisa           |        |                     |
| C.S. F.G.C. Baracca                  | Milano                  |        |                     |
| Dop. Ferroviario                     | Milano                  |        |                     |
| G.S. Guglielmo Oberdan (B = riserve) | Milano                  |        |                     |
| A.S. Iris Milan (B = riserve)        | Milano                  |        |                     |
| S.S. La Folgore                      | Cesano Maderno (MI)     |        |                     |
| G.S. Marelli (B = riserve)           | Sesto San Giovanni (MI) |        |                     |
| Redaelli                             | Milano-Rogoredo         |        |                     |

#### Classifica finale
|  | Pos. | Squadra        | Pt       | G  | V | N | P | GF | GS | DR |
|  | ---- | -------------- | -------- | -- | - | - | - | -- | -- | -- |
|  | 1.   | F.G.C. Baracca | ??       | 14 |   |   |   |    |    |    |
|  | 2.   | ??             | ??       | 14 |   |   |   |    |    |    |
|  | 3.   | ??             | ??       | 14 |   |   |   |    |    |    |
|  | 4.   | ??             | ??       | 14 |   |   |   |    |    |    |
|  | 5.   | ??             | ??       | 14 |   |   |   |    |    |    |
|  | 6.   | ??             | ??       | 14 |   |   |   |    |    |    |
|  | 7.   | ??             | ??       | 14 |   |   |   |    |    |    |
|  | 8.   | ??             | ??       | 14 |   |   |   |    |    |    |
|  | 9.   | ??             | ??       | 14 |   |   |   |    |    |    |
|  | ---  | Iris Milan B   | Ritirato |    |   |   |   |    |    |    |

Legenda:
      Ammesso alle finali.
 Ritirato durante il campionato.
Regolamento:
Due punti a vittoria, uno a pareggio, zero a sconfitta.
In caso di pari punti per le squadre fuori dalla zona promozione e retrocessione era in vigore il pari merito.

### Girone B

#### Squadre partecipanti
| Squadra                                 | Città                      | Stadio | Stagione precedente |
| --------------------------------------- | -------------------------- | ------ | ------------------- |
| Dop. Aeronautico                        | Milano                     |        |                     |
| G.S.F. Augusto Beretta                  | Milano-Quinto Romano       |        |                     |
| G.S. Cederna                            | Monza (MI)                 |        |                     |
| Dop. Cernusco sul Naviglio Sez. Calcio  | Cernusco sul Naviglio (MI) |        |                     |
| S.S. Colognese                          | Cologno Monzese (MI)       |        |                     |
| F.G.C. Fabio Filzi                      | Milano                     |        |                     |
| Dop. Ferrovie Nord Edison (B = riserve) | Milano                     |        |                     |
| G.S. Fiamma Cremisi                     | Milano                     |        |                     |
| G.S.F. Generale Gandolfo                | Milano-Affori              |        |                     |
| U.S. Paderno Dugnano                    | Paderno Dugnano (MI)       |        |                     |

#### Classifica finale
|  | Pos. | Squadra         | Pt | G  | V | N | P | GF | GS | DR |
|  | ---- | --------------- | -- | -- | - | - | - | -- | -- | -- |
|  | 1.   | Cederna         | ?? | 18 |   |   |   |    |    |    |
|  | 2.   | Augusto Beretta | ?? | 18 |   |   |   |    |    |    |
|  | 3.   | ??              | ?? | 18 |   |   |   |    |    |    |
|  | 4.   | ??              | ?? | 18 |   |   |   |    |    |    |
|  | 5.   | ??              | ?? | 18 |   |   |   |    |    |    |
|  | 6.   | ??              | ?? | 18 |   |   |   |    |    |    |
|  | 7.   | ??              | ?? | 18 |   |   |   |    |    |    |
|  | 8.   | ??              | ?? | 18 |   |   |   |    |    |    |
|  | 9.   | ??              | ?? | 18 |   |   |   |    |    |    |
|  | 10.  | ??              | ?? | 18 |   |   |   |    |    |    |

Legenda:
      Ammesso alle finali.
Regolamento:
Due punti a vittoria, uno a pareggio, zero a sconfitta.
In caso di pari punti per le squadre fuori dalla zona promozione e retrocessione era in vigore il pari merito.

### Girone C

#### Squadre partecipanti
| Squadra                                   | Città                   | Stadio | Stagione precedente |
| ----------------------------------------- | ----------------------- | ------ | ------------------- |
| G.S. Acciaierie e Ferrerie Lombarde Falck | Sesto San Giovanni (MI) |        |                     |
| G.S.F. Armando Diaz (B = riserve)         | Milano                  |        |                     |
| Dop. Azienda Elettrica                    | Milano                  |        |                     |
| G.S.F. Emilio Tonoli                      | Milano                  |        |                     |
| U.S. Gorgonzola                           | Gorgonzola (MI)         |        |                     |
| Montello F.C.                             | Milano                  |        |                     |
| A.C. Monza (B = riserve)                  | Monza (MI)              |        |                     |
| A.C. Paolo Grassigli                      | Milano-Dergano          |        |                     |
| G.S. Dop. Aziende Pirelli (B = riserve)   | Milano                  |        |                     |
| Savoia F.C.                               | Sesto San Giovanni (MI) |        |                     |

#### Classifica finale
|  | Pos. | Squadra  | Pt | G  | V | N | P | GF | GS | DR |
|  | ---- | -------- | -- | -- | - | - | - | -- | -- | -- |
|  | 1.   | Montello | ?? | 18 |   |   |   |    |    |    |
|  | 2.   | ??       | ?? | 18 |   |   |   |    |    |    |
|  | 3.   | ??       | ?? | 18 |   |   |   |    |    |    |
|  | 4.   | ??       | ?? | 18 |   |   |   |    |    |    |
|  | 5.   | ??       | ?? | 18 |   |   |   |    |    |    |
|  | 6.   | ??       | ?? | 18 |   |   |   |    |    |    |
|  | 7.   | ??       | ?? | 18 |   |   |   |    |    |    |
|  | 8.   | ??       | ?? | 18 |   |   |   |    |    |    |
|  | 9.   | ??       | ?? | 18 |   |   |   |    |    |    |
|  | 10.  | ??       | ?? | 18 |   |   |   |    |    |    |

Legenda:
      Ammesso alle finali.
Regolamento:
Due punti a vittoria, uno a pareggio, zero a sconfitta.
In caso di pari punti per le squadre fuori dalla zona promozione e retrocessione era in vigore il pari merito.

### Girone D

#### Squadre partecipanti
| Squadra                                              | Città                  | Stadio | Stagione precedente |
| ---------------------------------------------------- | ---------------------- | ------ | ------------------- |
| U.S. Caronnese                                       | Caronno Milanese (VA)  |        |                     |
| Legnano F.C. (C = allievi)                           | Legnano (MI)           |        |                     |
| Pro Patria et Libertate (C = allievi)                | Busto Arsizio (VA)     |        |                     |
| U.S. Rhodense F.G.C. Arnaldo Mussolini (B = riserve) | Rho (MI)               |        |                     |
| Sanvittorese F.C.                                    | San Vittore Olona (MI) |        |                     |
| Saronno F.C. (B = riserve)                           | Saronno (VA)           |        |                     |
| Dop. Snia Viscosa                                    | Cesano Maderno (MI)    |        |                     |

#### Classifica finale
|  | Pos. | Squadra      | Pt | G  | V | N | P | GF | GS | DR |
|  | ---- | ------------ | -- | -- | - | - | - | -- | -- | -- |
|  | 1.   | Snia Viscosa | ?? | 12 |   |   |   |    |    |    |
|  | 2.   | ??           | ?? | 12 |   |   |   |    |    |    |
|  | 3.   | ??           | ?? | 12 |   |   |   |    |    |    |
|  | 4.   | ??           | ?? | 12 |   |   |   |    |    |    |
|  | 5.   | ??           | ?? | 12 |   |   |   |    |    |    |
|  | 6.   | ??           | ?? | 12 |   |   |   |    |    |    |
|  | 7.   | ??           | ?? | 12 |   |   |   |    |    |    |

Legenda:
      Ammesso alle finali.
Regolamento:
Due punti a vittoria, uno a pareggio, zero a sconfitta.
In caso di pari punti per le squadre fuori dalla zona promozione e retrocessione era in vigore il pari merito.

### Girone E

#### Squadre partecipanti
| Squadra                        | Città                 | Stadio | Stagione precedente |
| ------------------------------ | --------------------- | ------ | ------------------- |
| U.S. Cardanese                 | Cardano al Campo (VA) |        |                     |
| S.G. Gallaratese (B = riserve) | Gallarate (VA)        |        |                     |
| A.C. Intra (B = riserve)       | Intra (NO)            |        |                     |
| E.S. Laveno Mombello           | Laveno-Mombello (VA)  |        |                     |
| G.S. Persevera                 | Tradate (VA)          |        |                     |
| U.S. Pro Angera                | Angera (VA)           |        |                     |
| A.S. Pro Gavirate              | Gavirate (VA)         |        |                     |
| U.S. Tainese                   | Taino (VA)            |        |                     |
| A.S. Valle Olona               | Varese                |        |                     |
| Varese Sportiva (B = riserve)  | Varese                |        |                     |

#### Classifica finale
|  | Pos. | Squadra     | Pt | G  | V | N | P | GF | GS | DR |
|  | ---- | ----------- | -- | -- | - | - | - | -- | -- | -- |
|  | 1.   | Valle Olona | ?? | 18 |   |   |   |    |    |    |
|  | 2.   | ??          | ?? | 18 |   |   |   |    |    |    |
|  | 3.   | ??          | ?? | 18 |   |   |   |    |    |    |
|  | 4.   | ??          | ?? | 18 |   |   |   |    |    |    |
|  | 5.   | ??          | ?? | 18 |   |   |   |    |    |    |
|  | 6.   | ??          | ?? | 18 |   |   |   |    |    |    |
|  | 7.   | ??          | ?? | 18 |   |   |   |    |    |    |
|  | 8.   | ??          | ?? | 18 |   |   |   |    |    |    |
|  | 9.   | ??          | ?? | 18 |   |   |   |    |    |    |
|  | 10.  | ??          | ?? | 18 |   |   |   |    |    |    |

Legenda:
      Ammesso alle finali.
Regolamento:
Due punti a vittoria, uno a pareggio, zero a sconfitta.
In caso di pari punti per le squadre fuori dalla zona promozione e retrocessione era in vigore il pari merito.

### Girone F

#### Squadre partecipanti
| Squadra                        | Città                      | Stadio | Stagione precedente |
| ------------------------------ | -------------------------- | ------ | ------------------- |
| G.S. Carlo Tresoldi            | Cassano d'Adda (MI)        |        |                     |
| Crema F.C. (B = riserve)       | Crema (CR)                 |        |                     |
| U.S. Enotria                   | Brignano Gera d'Adda (BG)  |        |                     |
| U.S. Melzese (B = riserve)     | Melzo (MI)                 |        |                     |
| S.C. Pandino                   | Pandino (CR)               |        |                     |
| S.S. Rivoltana                 | Rivolta d'Adda (CR)        |        |                     |
| C.S. Trevigliese (B = riserve) | Treviglio (BG)             |        |                     |
| Dop. Uniti e Forti             | Capriate San Gervasio (BG) |        |                     |

#### Classifica finale
|  | Pos. | Squadra        | Pt | G  | V  | N | P  | GF | GS | DR  |
|  | ---- | -------------- | -- | -- | -- | - | -- | -- | -- | --- |
|  | 1.   | Crema B        | 25 | 14 | 11 | 3 | 0  | 39 | 5  | +34 |
|  | 2.   | Trevigliese B  | 18 | 14 | 8  | 2 | 4  | 41 | 15 | +26 |
|  | 3.   | Tresoldi       | 15 | 14 | 7  | 1 | 6  | 33 | 33 | 0   |
|  | 4.   | Rivoltana      | 14 | 14 | 6  | 2 | 6  | 31 | 31 | 0   |
|  | 5.   | Enotria        | 12 | 13 | 5  | 2 | 6  | 22 | 30 | -8  |
|  | 6.   | Pandino        | 10 | 13 | 3  | 4 | 6  | 18 | 35 | -17 |
|  | 7.   | Uniti e Forti  | 9  | 14 | 3  | 3 | 8  | 18 | 34 | -16 |
|  | 8.   | Melzese B (-1) | 6  | 14 | 3  | 1 | 10 | 22 | 43 | -21 |

Legenda:
      Ammesso alle finali.
Regolamento:
Due punti a vittoria, uno a pareggio, zero a sconfitta.
In caso di pari punti per le squadre fuori dalla zona promozione e retrocessione era in vigore il pari merito.
Note:
Melzese ha scontato 1 punto di penalizzazione in classifica per una rinuncia.
Enotria e Pandino una partita in meno.

### Girone G

#### Squadre partecipanti
| Squadra                                         | Città                 | Stadio | Stagione precedente |
| ----------------------------------------------- | --------------------- | ------ | ------------------- |
| U.S. Alzano                                     | Alzano Lombardo (BG)  |        |                     |
| U.S. Ardens (B = riserve)                       | Bergamo               |        |                     |
| Atalanta e Bergamasca Sez. Calcio (C = allievi) | Bergamo               |        |                     |
| Brescia F.C. (C = allievi)                      | Brescia               |        |                     |
| U.S. Clarense (B = riserve)                     | Chiari (BS)           |        |                     |
| C.S. Falco (B = riserve)                        | Albino (BG)           |        |                     |
| S.S. Pro Ponte                                  | Ponte San Pietro (BG) |        |                     |
| Dop. Rovatese                                   | Rovato (BS)           |        |                     |
| U.S. Sarnico                                    | Sarnico (BG)          |        |                     |

#### Classifica finale
|  | Pos. | Squadra      | Pt       | G  | V  | N | P | GF | GS | DR |
|  | ---- | ------------ | -------- | -- | -- | - | - | -- | -- | -- |
|  | 1.   | Alzano       | 22       | 14 | 10 | 2 | 2 | 40 | 18 |    |
|  | 2.   | Sarnico      | 18       | 13 | 8  | 2 | 3 | 38 | 17 |    |
|  | 3.   | Atalanta C   | 15       | 13 | 7  | 1 | 5 | 31 | 33 |    |
|  | 4.   | Brescia C    | 13       | 11 | 4  | 5 | 2 | 21 | 15 |    |
|  | 5.   | Ardens B     | 10       | 12 | 3  | 4 | 5 | 20 | 28 |    |
|  | 5.   | Roveratese   | 10       | 12 | 4  | 2 | 6 | 18 | 29 |    |
|  | 7.   | Pro Ponte    | 8        | 13 | 2  | 4 | 7 | 15 | 26 |    |
|  | 8.   | Falco B (-1) | 3        | 12 | 1  | 2 | 9 | 16 | 31 |    |
|  | --   | Clarense B   | Ritirato |    |    |   |   |    |    |    |

Legenda:
      Ammesso alle finali.
 Ritirato durante il campionato.
Regolamento:
Due punti a vittoria, uno a pareggio, zero a sconfitta.
In caso di pari punti per le squadre fuori dalla zona promozione e retrocessione era in vigore il pari merito.
Note:
Falco B ha scontato 1 punto di penalizzazione in classifica per una rinuncia.
Classifica incompleta (diverse gare qui mancanti ma disputate).

### Girone H

#### Squadre partecipanti
| Squadra                       | Città                    | Stadio | Stagione precedente |
| ----------------------------- | ------------------------ | ------ | ------------------- |
| U.S. Codogno (B = riserve)    | Codogno (MI)             |        |                     |
| A.S. Fanfulla (B = riserve)   | Lodi (MI)                |        |                     |
| La Serenissima F.C.           | Lodi (MI)                |        |                     |
| S.S. Olubra                   | Castel San Giovanni (PC) |        |                     |
| Piacenza F.C. (B = riserve)   | Piacenza                 |        |                     |
| U.S. Pizzighettone            | Pizzighettone (CR)       |        |                     |
| U.S. Soresinese (B = riserve) | Soresina (CR)            |        |                     |

#### Classifica finale
|  | Pos. | Squadra | Pt | G  | V | N | P | GF | GS | DR |
|  | ---- | ------- | -- | -- | - | - | - | -- | -- | -- |
|  | 1.   | Olubra  | ?? | 12 |   |   |   |    |    |    |
|  | 2.   | ??      | ?? | 12 |   |   |   |    |    |    |
|  | 3.   | ??      | ?? | 12 |   |   |   |    |    |    |
|  | 4.   | ??      | ?? | 12 |   |   |   |    |    |    |
|  | 5.   | ??      | ?? | 12 |   |   |   |    |    |    |
|  | 6.   | ??      | ?? | 12 |   |   |   |    |    |    |
|  | 7.   | ??      | ?? | 12 |   |   |   |    |    |    |

Legenda:
      Ammesso alle finali.
Regolamento:
Due punti a vittoria, uno a pareggio, zero a sconfitta.
In caso di pari punti per le squadre fuori dalla zona promozione e retrocessione era in vigore il pari merito.

### Girone I

#### Squadre partecipanti
| Squadra                       | Città               | Stadio | Stagione precedente |
| ----------------------------- | ------------------- | ------ | ------------------- |
| A.S. Casei                    | Casei Gerola (PV)   |        |                     |
| Casteggio F.C. (B = riserve)  | Casteggio (PV)      |        |                     |
| A.C. Derthona (B = riserve)   | Tortona (AL)        |        |                     |
| S.C. Lungavilla               | Lungavilla (PV)     |        |                     |
| Mede F.C.                     | Mede Lomellina (PV) |        |                     |
| Pavia F.C. (B = riserve)      | Pavia               |        |                     |
| G.C. Pavesi                   | Pavia               |        |                     |
| U.S. Pontecurone              | Pontecurone (AL)    |        |                     |
| U.S. Viguzzolese              | Viguzzolo (AL)      |        |                     |
| A. Vogherese C. (B = riserve) | Voghera (PV)        |        |                     |

#### Classifica finale
|  | Pos. | Squadra | Pt | G  | V | N | P | GF | GS | DR |
|  | ---- | ------- | -- | -- | - | - | - | -- | -- | -- |
|  | 1.   | Pavia B | ?? | 18 |   |   |   |    |    |    |
|  | 2.   | ??      | ?? | 18 |   |   |   |    |    |    |
|  | 3.   | ??      | ?? | 18 |   |   |   |    |    |    |
|  | 4.   | ??      | ?? | 18 |   |   |   |    |    |    |
|  | 5.   | ??      | ?? | 18 |   |   |   |    |    |    |
|  | 6.   | ??      | ?? | 18 |   |   |   |    |    |    |
|  | 7.   | ??      | ?? | 18 |   |   |   |    |    |    |
|  | 8.   | ??      | ?? | 18 |   |   |   |    |    |    |
|  | 9.   | ??      | ?? | 18 |   |   |   |    |    |    |
|  | 10.  | ??      | ?? | 18 |   |   |   |    |    |    |

Legenda:
      Ammesso alle finali.
Regolamento:
Due punti a vittoria, uno a pareggio, zero a sconfitta.
In caso di pari punti per le squadre fuori dalla zona promozione e retrocessione era in vigore il pari merito.

### Girone L

#### Squadre partecipanti
| Squadra                          | Città               | Stadio | Stagione precedente |
| -------------------------------- | ------------------- | ------ | ------------------- |
| Abbiategrasso F.C. (B = riserve) | Abbiategrasso (MI)  |        |                     |
| U.S. Casoratese                  | Casorate Primo (PV) |        |                     |
| G.S. Dop. Cuggiono               | Cuggiono (MI)       |        |                     |
| G.S. Juventus                    | Gaggiano (MI)       |        |                     |
| G.S. Dop. Magenta (B = riserve)  | Magenta (MI)        |        |                     |
| G.S. Ponte Nuovo                 | Magenta (MI)        |        |                     |
| U.S. Trecatese                   | Trecate (NO)        |        |                     |
| G.C. Vigevanesi (C = allievi)    | Vigevano (PV)       |        |                     |

#### Classifica finale
|  | Pos. | Squadra         | Pt       | G | V | N | P | GF | GS | DR |
|  | ---- | --------------- | -------- | - | - | - | - | -- | -- | -- |
|  | 1.   | Juventus        | ??       | 8 |   |   |   |    |    |    |
|  | 2.   | ??              | ??       | 8 |   |   |   |    |    |    |
|  | 3.   | ??              | ??       | 8 |   |   |   |    |    |    |
|  | 4.   | ??              | ??       | 8 |   |   |   |    |    |    |
|  | 5.   | ??              | ??       | 8 |   |   |   |    |    |    |
|  | --   | GC Vigevanesi C | Ritirato |   |   |   |   |    |    |    |
|  | --   | Magenta         | Ritirato |   |   |   |   |    |    |    |
|  | --   | Casoratese      | Ritirato |   |   |   |   |    |    |    |

Legenda:
      Ammesso alle finali.
 Ritirato durante il campionato.
Regolamento:
Due punti a vittoria, uno a pareggio, zero a sconfitta.
In caso di pari punti per le squadre fuori dalla zona promozione e retrocessione era in vigore il pari merito.

### Girone M

#### Squadre partecipanti
| Squadra                        | Città                | Stadio | Stagione precedente                                   |
| ------------------------------ | -------------------- | ------ | ----------------------------------------------------- |
| U.S. Agratese                  | Agrate Brianza (MI)  |        |                                                       |
| U.S. Caratese (B = riserve)    | Carate Brianza (MI)  |        |                                                       |
| C.S. Cantù (B = riserve)       | Cantù (CO)           |        |                                                       |
| A.S. Comense (C = allievi)     | Como                 |        |                                                       |
| Dop. La Polisportiva           | Mariano Comense (CO) |        |                                                       |
| Meda F.C. (B = riserve)        | Meda (MI)            |        |                                                       |
| S.G. Pro Lissone (B = riserve) | Lissone (MI)         |        | 4ª nel girone G della Terza Divisione della Lombardia |
| Seregno F.C. (B = riserve)     | Seregno (MI)         |        |                                                       |
| Vis Nova S.C. (B = riserve)    | Giussano (MI)        |        |                                                       |

#### Classifica finale
|  | Pos. | Squadra     | Pt       | G  | V | N | P | GF | GS | DR |
|  | ---- | ----------- | -------- | -- | - | - | - | -- | -- | -- |
|  | 1.   | ??          | ??       | 14 |   |   |   |    |    |    |
|  | 2.   | ??          | ??       | 14 |   |   |   |    |    |    |
|  | 3.   | ??          | ??       | 14 |   |   |   |    |    |    |
|  | 4.   | ??          | ??       | 14 |   |   |   |    |    |    |
|  | 5.   | ??          | ??       | 14 |   |   |   |    |    |    |
|  | 6.   | ??          | ??       | 14 |   |   |   |    |    |    |
|  | 7.   | ??          | ??       | 14 |   |   |   |    |    |    |
|  | 8.   | ??          | ??       | 14 |   |   |   |    |    |    |
|  | --   | Comense (C) | Ritirato |    |   |   |   |    |    |    |

Legenda:
      Ammesso alle finali.
 Ritirato durante il campionato.
Regolamento:
Due punti a vittoria, uno a pareggio, zero a sconfitta.
In caso di pari punti per le squadre fuori dalla zona promozione e retrocessione era in vigore il pari merito.

### Girone N

#### Squadre partecipanti
| Squadra                  | Città         | Stadio | Stagione precedente |
| ------------------------ | ------------- | ------ | ------------------- |
| A.C. Lecco (B = riserve) | Lecco (CO)    |        |                     |
| Menaggio S.C.            | Menaggio (CO) |        |                     |
| U.S Morbegnese           | Morbegno (SO) |        |                     |
| Sondrio Sportiva         | Sondrio       |        |                     |
| U.S. Tiranese            | Tirano (SO)   |        |                     |

#### Classifica finale
|  | Pos. | Squadra  | Pt | G | V | N | P | GF | GS | DR |
|  | ---- | -------- | -- | - | - | - | - | -- | -- | -- |
|  | 1.   | Menaggio | ?? | 8 |   |   |   |    |    |    |
|  | 2.   | ??       | ?? | 8 |   |   |   |    |    |    |
|  | 3.   | ??       | ?? | 8 |   |   |   |    |    |    |
|  | 4.   | ??       | ?? | 8 |   |   |   |    |    |    |
|  | 5.   | Sondrio  | ?? | 8 |   |   |   |    |    |    |

Legenda:
      Ammesso alle finali.
Regolamento:
Due punti a vittoria, uno a pareggio, zero a sconfitta.
In caso di pari punti per le squadre fuori dalla zona promozione e retrocessione era in vigore il pari merito.

#### Verdetti
- F.G.C. Baracca, Cederna, Montello, Snia Viscosa, Valle Olona, Crema II, Alzano, Olubra, Pavia II, Juventus, La Polisportiva, Pro Lissone II e Menaggio ammesse ai gironi semifinali.
- Bonservizi-Tonoli, Generale Gandolfo, Lungavilla e Morbegnese promosse in Seconda Divisione 1933-1934 ad allargamento degli organici, e il Brescia C per la promozione della sua prima squadra.
- Iris Milan II, Vigevanesi III, Dop. Magenta II, Casoratese e Comense III ritirate nel corso della stagione.

### Fase semifinale

#### Girone semifinale A
- Alzano
- Lissone B
- Snia Viscosa
- Valle Olona

#### Girone semifinale B
- Cederna
- Crema B
- Baracca
- Juventus Gaggiano
- Olubra
- Pavia B

#### Girone semifinale C
- La Polisportiva
- Menaggio
- Montello

#### Verdetti
- F.G.C. Baracca e Montello promosse in Seconda Divisione 1933-1934 e con la Pro Lissone II ammesse al girone finale per il titolo.
- Valle Olona, Menaggio, La Polisportiva promosse in Seconda Divisione 1933-1934 a completamento degli organici.

## Veneto

### Girone A

#### Squadre partecipanti
| Squadra                     | Città               | Stadio | Stagione precedente |
| --------------------------- | ------------------- | ------ | ------------------- |
| A.C. Cologna                | Cologna Veneta (VR) |        |                     |
| Dop. Ferroviario            | Vicenza             |        |                     |
| U.S. Marosticense           | Marostica (VI)      |        |                     |
| Petrarca F.C.               | Padova              |        |                     |
| A.C. Schio (B = riserve)    | Schio (VI)          |        |                     |
| A.C. Thiene (B = riserve)   | Thiene (VI)         |        |                     |
| A.C. Valdagno (B = riserve) | Valdagno (VI)       |        |                     |
| A.C. Verona (C = allievi)   | Verona              |        |                     |

#### Classifica finale
|  | Pos. | Squadra        | Pt | G  | V  | N | P  | GF | GS | DR  |
|  | ---- | -------------- | -- | -- | -- | - | -- | -- | -- | --- |
|  | 1.   | Verona C       | 26 | 14 | 12 | 2 | 0  | 42 | 8  | +34 |
|  | 2.   | Thiene B       | 16 | 14 | 8  | 0 | 6  | 42 | 35 | +7  |
|  | 2.   | Schio B (-1)   | 16 | 14 | 8  | 1 | 5  | 35 | 23 | +12 |
|  | 4.   | Petrarca       | 15 | 14 | 7  | 1 | 6  | 31 | 25 | +6  |
|  | 5.   | Ferroviario    | 13 | 14 | 6  | 1 | 7  | 24 | 26 | -2  |
|  | 6.   | Cologna Veneta | 10 | 14 | 4  | 2 | 8  | 16 | 36 | -20 |
|  | 7.   | Marosticense   | 9  | 14 | 4  | 1 | 9  | 25 | 22 | +3  |
|  | 8.   | Valdagno B     | 6  | 14 | 2  | 2 | 10 | 12 | 52 | -40 |

Legenda:
      Ammesso alle finali.
Regolamento:
Due punti a vittoria, uno a pareggio, zero a sconfitta.
In caso di pari punti per le squadre fuori dalla zona promozione e retrocessione era in vigore il pari merito.
Note:
Schio B ha scontato 1 punto di penalizzazione in classifica per una rinuncia.

### Girone B

#### Squadre partecipanti
| Squadra                        | Città                    | Stadio | Stagione precedente |
| ------------------------------ | ------------------------ | ------ | ------------------- |
| G.S. Giorgione (B = riserve)   | Castelfranco Veneto (TV) |        |                     |
| S.S. Libertas O.N.D.           | Ceggia (VE)              |        |                     |
| U.S. Mestrina (B = riserve)    | Venezia-Mestre           |        |                     |
| G.S.F. Muranese                | Venezia-Murano           |        |                     |
| A.S. Portogruaro "La Romatina" | Portogruaro (VE)         |        |                     |
| S.S. San Donà di Piave         | San Donà di Piave (VE)   |        |                     |
| Treviso F.C. (B = riserve)     | Treviso                  |        |                     |
| Vittorio Veneto F.C.           | Vittorio Veneto (TV)     |        |                     |

#### Classifica finale
|  | Pos. | Squadra                   | Pt | G  | V  | N | P  | GF | GS | DR  |
|  | ---- | ------------------------- | -- | -- | -- | - | -- | -- | -- | --- |
|  | 1.   | Muranese                  | 20 | 14 | 10 | 0 | 4  | 29 | 21 | +8  |
|  | 2.   | Giorgione B               | 18 | 14 | 7  | 4 | 3  | 29 | 13 | +16 |
|  | 2.   | Mestrina B                | 18 | 14 | 8  | 2 | 4  | 35 | 27 | +8  |
|  | 4.   | Portogruaro "La Romatina" | 16 | 14 | 6  | 4 | 4  | 24 | 19 | +5  |
|  | 5.   | Sandonà                   | 13 | 14 | 5  | 3 | 6  | 15 | 25 | -10 |
|  | 6.   | Libertas Ceggia (-1)      | 11 | 14 | 4  | 4 | 6  | 19 | 21 | -2  |
|  | 7.   | Treviso B                 | 10 | 14 | 4  | 2 | 8  | 22 | 23 | -1  |
|  | 8.   | Vittorio Veneto           | 5  | 14 | 1  | 3 | 10 | 21 | 45 | -24 |

Legenda:
      Ammesso alle finali.
Regolamento:
Due punti a vittoria, uno a pareggio, zero a sconfitta.
In caso di pari punti per le squadre fuori dalla zona promozione e retrocessione era in vigore il pari merito.
Note:
Libertas Ceggia ha scontato 1 punto di penalizzazione in classifica per una rinuncia.

### Girone C

#### Squadre partecipanti
| Squadra                            | Città                    | Stadio | Stagione precedente |
| ---------------------------------- | ------------------------ | ------ | ------------------- |
| G.S. Badiese                       | Badia Polesine (RO)      |        |                     |
| U.S.F. Clodia                      | Chioggia (VE)            |        |                     |
| Pol. Fascio Adria                  | Adria (RO)               |        |                     |
| G.S. Dop. F.R.A.G.D. (B = riserve) | Castelmassa (RO)         |        |                     |
| Giovane Italia F.G.                | Polesella (RO)           |        |                     |
| G.S.F. Lendinara                   | Lendinara (RO)           |        |                     |
| G.S. Rovigo (B = riserve)          | Rovigo                   |        |                     |
| S.S. Ugo Turrini                   | Ariano nel Polesine (RO) |        |                     |

#### Classifica finale
|  | Pos. | Squadra             | Pt       | G  | V | N | P | GF | GS | DR  |
|  | ---- | ------------------- | -------- | -- | - | - | - | -- | -- | --- |
|  | 1.   | Lendinara           | 14       | 10 | 7 | 0 | 3 | 18 | 12 | +6  |
|  | 2.   | F.R.A.G.D. B        | 13       | 10 | 5 | 3 | 2 | 24 | 11 | +13 |
|  | 3.   | Badiese             | 12       | 10 | 4 | 4 | 2 | 12 | 11 | +1  |
|  | 4.   | Clodia              | 10       | 10 | 4 | 2 | 4 | 13 | 12 | +1  |
|  | 5.   | Rovigo B (-1)       | 6        | 10 | 3 | 1 | 6 | 11 | 21 | -10 |
|  | 6.   | Giovane Italia (-1) | 3        | 10 | 2 | 0 | 8 | 12 | 23 | -11 |
|  | --   | Fascio Adria        | Ritirato |    |   |   |   |    |    |     |
|  | --   | Ugo Turrini         | Ritirato |    |   |   |   |    |    |     |

Legenda:'
      Ammesso alle finali.
 Ritirato durante il campionato.
Regolamento:
Due punti a vittoria, uno a pareggio, zero a sconfitta.
In caso di pari punti per le squadre fuori dalla zona promozione e retrocessione era in vigore il pari merito.
Note:
Rovigo B e Giovane Italia hanno scontato 1 punto di penalizzazione in classifica per una rinuncia.

#### Verdetti
- Ferroviario, Petrarca, Portogruaro "La Romatina", Muranese, Lendinara e Badiese ammesse al girone finale per le prime squadre.
- Verona C, Giorgione B, Mestrina B, Thiene B, F.R.A.G.D. B e Rovigo B ammesse al girone finale per le squadre riserve.
- San Donà di Piave promossa in Seconda Divisione 1933-1934 a completamento degli organici.
- Fascio Adria e Ugo Turrini ritirate nel corso della stagione.

### Fase Finale

#### Girone Finale A per le squadre riserve
- Verona C
- Thiene B
- Giorgione B
- Mestrina B
- F.R.A.G.D. B
- Rovigo B

#### Verdetti
- Giorgione B, Mestrina B, Thiene B, F.R.A.G.D. B e Rovigo B rinunciano alle finali. In seguito alle rinunce il Verona C è ammesso alla finale per il titolo con la squadra vincente del girone B.

#### Classifica finale
|  | Pos. | Squadra                   | Pt       | G | V | N | P | GF | GS | DR |
|  | ---- | ------------------------- | -------- | - | - | - | - | -- | -- | -- |
|  | 1.   | Portogruaro "La Romatina" | 9        | 6 | 4 | 1 | 1 | 14 | 10 | +4 |
|  | 2.   | Muranese                  | 6        | 6 | 2 | 2 | 2 | 12 | 7  | +5 |
|  | 2.   | Lendinara                 | 6        | 6 | 2 | 2 | 2 | 10 | 10 | 0  |
|  | 4.   | Petrarca                  | 3        | 6 | 1 | 1 | 4 | 9  | 18 | -9 |
|  | --   | Badiese                   | Ritirata |   |   |   |   |    |    |    |
|  | --   | Ferroviario               | Ritirato |   |   |   |   |    |    |    |

Legenda:
      Promosso in Seconda Divisione 1933-1934.
Regolamento:
Due punti a vittoria, uno a pareggio, zero a sconfitta.
In caso di pari punti per le squadre fuori dalla zona promozione e retrocessione era in vigore il pari merito.

#### Verdetti
- Portogruaro "La Romatina" promossa in Seconda Divisione 1933-1934 ed ammessa alla finale per il titolo.
- Lendinara e Muranese promosse in Seconda Divisione 1933-1934 a completamento degli organici.

### Finalissima per il titolo
|                         | Risultato |                         | Luogo e data                |  |
| ----------------------- | --------- | ----------------------- | --------------------------- |  |
| Verona C                | 1 - 1     | Portogruaro La Romatina | Verona, 23 aprile 1933      |  |
| Portogruaro La Romatina | 1 - 2     | Verona C                | Portogruaro, 30 aprile 1933 |  |
|                         |           |                         |                             |  |

#### Verdetti
- Il Verona C è campione veneto di Terza Divisione 1932-1933.

## Venezia Tridentina

### Girone unico

#### Squadre partecipanti
| Squadra                   | Città              | Stadio | Stagione precedente |
| ------------------------- | ------------------ | ------ | ------------------- |
| Juventus F.C.             | Bolzano            |        |                     |
| Merano S.C.               | Merano (BZ)        |        |                     |
| U.S. Merano               | Merano (BZ)        |        |                     |
| G.S. Dop. Montecatini     | Merano-Sinigo (BZ) |        |                     |
| A.S. Trento (B = riserve) | Trento             |        |                     |

#### Classifica finale
|  | Pos. | Squadra     | Pt       | G | V | N | P | GF | GS | DR  |
|  | ---- | ----------- | -------- | - | - | - | - | -- | -- | --- |
|  | 1.   | Juventus    | 9        | 6 | 4 | 1 | 1 | 19 | 8  | +11 |
|  | 1.   | Montecatini | 9        | 6 | 4 | 1 | 1 | 15 | 5  | +10 |
|  | 3.   | Trento B    | 4        | 6 | 2 | 0 | 4 | 6  | 12 | -6  |
|  | 4.   | U.S. Merano | 2        | 6 | 1 | 0 | 5 | 3  | 18 | -15 |
|  | -.   | S.C. Merano | Ritirata |   |   |   |   |    |    |     |

Legenda:
      Ammesso alle finali.
 Ritirato durante il campionato.
Regolamento:
Due punti a vittoria, uno a pareggio, zero a sconfitta.
In caso di pari punti per le squadre fuori dalla zona promozione e retrocessione era in vigore il pari merito.

### Qualificazione alle finali
|          | Risultati      |             | Luogo e data           |
| -------- | -------------- | ----------- | ---------------------- |
| Juventus | 2 - 1 (d.t.s.) | Montecatini | Trento, 21 maggio 1933 |
|          |                |             |                        |

## Venezia Giulia

### Girone A

#### Squadre partecipanti
| Squadra                                | Città                | Stadio | Stagione precedente |
| -------------------------------------- | -------------------- | ------ | ------------------- |
| U.S. Fiumana (C = allievi)             | Fiume                |        |                     |
| A.S. Monfalconese C.N.T. (C = allievi) | Monfalcone (TS)      |        |                     |
| Dop. Monopoli                          | Pirano d'Istria (PL) |        |                     |
| S.S. Ponziana (B = riserve)            | Trieste              |        |                     |
| U.S. Triestina (C = allievi)           | Trieste              |        |                     |

#### Classifica finale
|  | Pos. | Squadra | Pt | G | V | N | P | GF | GS | DR |
|  | ---- | ------- | -- | - | - | - | - | -- | -- | -- |
|  | 1.   | ??      | ?? | 8 |   |   |   |    |    |    |
|  | 2.   | ??      | ?? | 8 |   |   |   |    |    |    |
|  | 3.   | ??      | ?? | 8 |   |   |   |    |    |    |
|  | 4.   | ??      | ?? | 8 |   |   |   |    |    |    |
|  | 5.   | ??      | ?? | 8 |   |   |   |    |    |    |

Legenda:
      Ammesso alle finali.
Regolamento:
Due punti a vittoria, uno a pareggio, zero a sconfitta.
In caso di pari punti per le squadre fuori dalla zona promozione e retrocessione era in vigore il pari merito.

### Girone B

#### Squadre partecipanti
| Squadra                      | Città          | Stadio | Stagione precedente |
| ---------------------------- | -------------- | ------ | ------------------- |
| Dop. Palmanova               | Palmanova (UD) |        |                     |
| A.C. Pordenone (B = riserve) | Pordenone (UD) |        |                     |
| C.S. Sacilese                | Sacile (UD)    |        |                     |

#### Classifica finale
|  | Pos. | Squadra | Pt | G | V | N | P | GF | GS | DR |
|  | ---- | ------- | -- | - | - | - | - | -- | -- | -- |
|  | 1.   | ??      | ?? | 4 |   |   |   |    |    |    |
|  | 2.   | ??      | ?? | 4 |   |   |   |    |    |    |
|  | 3.   | ??      | ?? | 4 |   |   |   |    |    |    |

Legenda:
      Ammesso alle finali.
Regolamento:
Due punti a vittoria, uno a pareggio, zero a sconfitta.
In caso di pari punti per le squadre fuori dalla zona promozione e retrocessione era in vigore il pari merito.

#### Verdetti
- Sacilese promossa in Seconda Divisione 1933-1934.

## Liguria

### Girone A

#### Squadre partecipanti
| Squadra                          | Città                  | Stadio | Stagione precedente |
| -------------------------------- | ---------------------- | ------ | ------------------- |
| S.C. Alassio (B = riserve)       | Alassio (SV)           |        |                     |
| Albingaunia Sport (B = riserve)  | Albenga (SV)           |        |                     |
| Dop. Com. Andrea Doria           | Loano (SV)             |        |                     |
| U.S. Imperia (B = riserve)       | Imperia-Oneglia        |        |                     |
| U.S. Maurina (B = riserve)       | Imperia-Porto Maurizio |        |                     |
| U.S. Sanremese (B = riserve)     | Sanremo (IM)           |        |                     |
| U.S. Ventimigliese (B = riserve) | Ventimiglia (IM)       |        |                     |

#### Classifica finale
|  | Pos. | Squadra | Pt | G  | V | N | P | GF | GS | DR |
|  | ---- | ------- | -- | -- | - | - | - | -- | -- | -- |
|  | 1.   | ??      | ?? | 12 |   |   |   |    |    |    |
|  | 2.   | ??      | ?? | 12 |   |   |   |    |    |    |
|  | 3.   | ??      | ?? | 12 |   |   |   |    |    |    |
|  | 4.   | ??      | ?? | 12 |   |   |   |    |    |    |
|  | 5.   | ??      | ?? | 12 |   |   |   |    |    |    |
|  | 6.   | ??      | ?? | 12 |   |   |   |    |    |    |
|  | 7.   | ??      | ?? | 12 |   |   |   |    |    |    |

Legenda:
      Ammesso alle finali.
Regolamento:
Due punti a vittoria, uno a pareggio, zero a sconfitta.
In caso di pari punti per le squadre fuori dalla zona promozione e retrocessione era in vigore il pari merito.

### Girone B

#### Squadre partecipanti
| Squadra                   | Città                 | Stadio | Stagione precedente |
| ------------------------- | --------------------- | ------ | ------------------- |
| A.C. Altare               | Altare (SV)           |        |                     |
| Albissola Sport           | Albissola Marina (SV) |        |                     |
| A.S. Finalese             | Finale Ligure (SV)    |        |                     |
| A.C. Savona (B = riserve) | Savona                |        |                     |
| G.S. Scarpa Magnano       | Savona                |        |                     |
| F.C. Vado (B = riserve)   | Vado Ligure (SV)      |        |                     |
| A.S. Varazze              | Varazze (SV)          |        |                     |
| U.S. Virtus               | Savona                |        |                     |

#### Classifica finale
|  | Pos. | Squadra | Pt | G  | V | N | P | GF | GS | DR |
|  | ---- | ------- | -- | -- | - | - | - | -- | -- | -- |
|  | 1.   | ??      | ?? | 14 |   |   |   |    |    |    |
|  | 2.   | ??      | ?? | 14 |   |   |   |    |    |    |
|  | 3.   | ??      | ?? | 14 |   |   |   |    |    |    |
|  | 4.   | ??      | ?? | 14 |   |   |   |    |    |    |
|  | 5.   | ??      | ?? | 14 |   |   |   |    |    |    |
|  | 6.   | ??      | ?? | 14 |   |   |   |    |    |    |
|  | 7.   | ??      | ?? | 14 |   |   |   |    |    |    |
|  | 8.   | ??      | ?? | 14 |   |   |   |    |    |    |

Legenda:
      Ammesso alle finali.
Regolamento:
Due punti a vittoria, uno a pareggio, zero a sconfitta.
In caso di pari punti per le squadre fuori dalla zona promozione e retrocessione era in vigore il pari merito.

### Girone C

#### Squadre partecipanti
| Squadra                            | Città                 | Stadio | Stagione precedente |
| ---------------------------------- | --------------------- | ------ | ------------------- |
| A.C. Andrea Doria (C = allievi)    | Genova                |        |                     |
| S.S. Bel Paese                     | Genova                |        |                     |
| A.P.F. Corniglianese (B = riserve) | Genova-Cornigliano    |        |                     |
| Genova 1893 C.C. (D = ragazzi)     | Genova                |        |                     |
| D.S. Grifone Ausonia               | Genova                |        |                     |
| F.S. Sestrese (B = riserve)        | Genova-Sestri Ponente |        |                     |
| U.S. Veloci Embriaci               | Genova                |        |                     |

#### Classifica finale
|  | Pos. | Squadra | Pt | G  | V | N | P | GF | GS | DR |
|  | ---- | ------- | -- | -- | - | - | - | -- | -- | -- |
|  | 1.   | ??      | ?? | 12 |   |   |   |    |    |    |
|  | 2.   | ??      | ?? | 12 |   |   |   |    |    |    |
|  | 3.   | ??      | ?? | 12 |   |   |   |    |    |    |
|  | 4.   | ??      | ?? | 12 |   |   |   |    |    |    |
|  | 5.   | ??      | ?? | 12 |   |   |   |    |    |    |
|  | 6.   | ??      | ?? | 12 |   |   |   |    |    |    |
|  | 7.   | ??      | ?? | 12 |   |   |   |    |    |    |

Legenda:
      Ammesso alle finali.
Regolamento:
Due punti a vittoria, uno a pareggio, zero a sconfitta.
In caso di pari punti per le squadre fuori dalla zona promozione e retrocessione era in vigore il pari merito.

### Girone D

#### Squadre partecipanti
| Squadra                            | Città                | Stadio | Stagione precedente |
| ---------------------------------- | -------------------- | ------ | ------------------- |
| U.S. Ellas                         | Genova               |        |                     |
| G.S. I.N.F.R.A.                    | Genova               |        |                     |
| U.S. Nazionale Liguria             | Genova               |        |                     |
| U.S. Pontedecimo (B = riserve)     | Genova-Pontedecimo   |        |                     |
| Dopolavoro Portuale Genova         | Genova               |        |                     |
| A.P. Rivarolese (B = riserve)      | Genova-Rivarolo      |        |                     |
| A.C. Sampierdarenese (C = allievi) | Gevova-Sampierdarena |        |                     |

#### Classifica finale
|  | Pos. | Squadra | Pt | G  | V | N | P | GF | GS | DR |
|  | ---- | ------- | -- | -- | - | - | - | -- | -- | -- |
|  | 1.   | ??      | ?? | 12 |   |   |   |    |    |    |
|  | 2.   | ??      | ?? | 12 |   |   |   |    |    |    |
|  | 3.   | ??      | ?? | 12 |   |   |   |    |    |    |
|  | 4.   | ??      | ?? | 12 |   |   |   |    |    |    |
|  | 5.   | ??      | ?? | 12 |   |   |   |    |    |    |
|  | 6.   | ??      | ?? | 12 |   |   |   |    |    |    |
|  | 7.   | ??      | ?? | 12 |   |   |   |    |    |    |

Legenda:
      Ammesso alle finali.
Regolamento:
Due punti a vittoria, uno a pareggio, zero a sconfitta.
In caso di pari punti per le squadre fuori dalla zona promozione e retrocessione era in vigore il pari merito.

### Girone E

#### Squadre partecipanti
| Squadra                           | Città               | Stadio | Stagione precedente |
| --------------------------------- | ------------------- | ------ | ------------------- |
| F.B.C. Entella (B = riserve)      | Chiavari (GE)       |        |                     |
| S.G. Levanto                      | Levanto (SP)        |        |                     |
| C.S. Ruentes (B = riserve)        | Rapallo (GE)        |        |                     |
| U.S. Sestri Levante (B = riserve) | Sestri Levante (GE) |        |                     |
| F.C. Spezia (C = allievi)         | La Spezia           |        |                     |

#### Classifica finale
|  | Pos. | Squadra           | Pt | G | V | N | P | GF | GS | DR |
|  | ---- | ----------------- | -- | - | - | - | - | -- | -- | -- |
|  | 1.   | Entella B         | 13 | 8 |   |   |   |    |    |    |
|  | 2.   | Spezia C          | 10 | 8 |   |   |   |    |    |    |
|  | 2.   | Rapallo Ruentes B | 10 | 8 |   |   |   |    |    |    |
|  | 4.   | Levanto           | 4  | 8 |   |   |   |    |    |    |
|  | 5.   | Sestri Levante B  | 2  | 8 |   |   |   |    |    |    |

Legenda:
      Ammesso alle finali.
Regolamento:
Due punti a vittoria, uno a pareggio, zero a sconfitta.
In caso di pari punti per le squadre fuori dalla zona promozione e retrocessione era in vigore il pari merito.

#### Verdetti
- Andrea Doria di Loano, Albingaunia, Savona B, Albissola, Virtus, Genova 1893 D, Grifone Ausonia, Sestrese B, Bel Paese, Dop. Portuale e I.N.F.R.A. ammesse ai gironi semifinali.

### Fase semifinale

#### Girone semifinale A
- Albingaunia B
- Albissola
- Andrea Doria Loano
- Savona B
- Virtus

#### Girone semifinale B
- Bel Paese
- Genova 1893 D
- Grifone Ausonia
- I.N.F.R.A.
- Portuale
- Sestrese B

#### Verdetti
- Genova 1893 D e Savona B ammesse al girone finale A per le riserve.
- Virtus (dopo spareggio vinto contro Andrea Doria di Loano) e Dop. Portuale ammesse al girone finale B per le prime squadre.

### Fase finale

#### Girone finale A
- Genova 1893 D
- Savona B

#### Girone finale B
- Portuale
- Virtus

#### Verdetti
- Genova 1893 D e Dop. Portuale ammesse alla finalissima per il titolo.

### Finalissima
- Genova 1893 D
- Portuale

#### Verdetti
- Dop. Portuale campione ligure di Terza Divisione e promossa in Seconda Divisione 1933-1934.

## Emilia

### Girone A

#### Squadre partecipanti
| Squadra                     | Città                   | Stadio | Stagione precedente |
| --------------------------- | ----------------------- | ------ | ------------------- |
| Noceto F.C.                 | Noceto (PR)             |        |                     |
| Parma A.S. (B = riserve)    | Parma                   |        |                     |
| A.C. Reggiana (B = riserve) | Reggio Emilia           |        |                     |
| Sant'Ilario F.C.            | Sant'Ilario d'Enza (RE) |        |                     |
| Sassuolo F.C.               | Sassuolo (MO)           |        |                     |
| U.S. Scandianese            | Scandiano (RE)          |        |                     |

#### Classifica finale
|  | Pos. | Squadra     | Pt       | G | V | N | P | GF | GS | DR |
|  | ---- | ----------- | -------- | - | - | - | - | -- | -- | -- |
|  | 1.   | Noceto      | 11       | 8 |   |   |   |    |    |    |
|  | 2.   | Scandianese | 8        | 8 |   |   |   |    |    |    |
|  | 3.   | Reggiana B  | 7        | 8 |   |   |   |    |    |    |
|  | 3.   | Sassuolo    | 7        | 8 |   |   |   |    |    |    |
|  | 3.   | Parma B     | 7        | 8 |   |   |   |    |    |    |
|  | ---  | Sant'Ilario | Ritirato |   |   |   |   |    |    |    |

Legenda:
      Ammesso alle finali.
 Ritirato durante il campionato.
Regolamento:
Due punti a vittoria, uno a pareggio, zero a sconfitta.
In caso di pari punti per le squadre fuori dalla zona promozione e retrocessione era in vigore il pari merito.

### Girone B

#### Squadre partecipanti
| Squadra                    | Città                        | Stadio | Stagione precedente |
| -------------------------- | ---------------------------- | ------ | ------------------- |
| A.C. Carpi (B = riserve)   | Carpi (MO)                   |        |                     |
| Dop. Concordia             | Concordia sulla Secchia (MO) |        |                     |
| A.C. Mantova (B = riserve) | Mantova                      |        |                     |
| U.S. Sambenedettina        | San Benedetto Po (MN)        |        |                     |
| Suzzara S.C. (B = riserve) | Suzzara (MN)                 |        |                     |

#### Classifica finale
|  | Pos. | Squadra        | Pt | G | V | N | P | GF | GS | DR |
|  | ---- | -------------- | -- | - | - | - | - | -- | -- | -- |
|  | 1.   | Sambenedittina | 11 | 8 |   |   |   |    |    |    |
|  | 1.   | Mantova B      | 11 | 8 |   |   |   |    |    |    |
|  | 3.   | Carpi B        | 7  | 8 |   |   |   |    |    |    |
|  | 3.   | Concordia      | 7  | 8 |   |   |   |    |    |    |
|  | 5.   | Suzzara B      | 4  | 8 |   |   |   |    |    |    |

Legenda:
      Ammesso alle finali.
Regolamento:
Due punti a vittoria, uno a pareggio, zero a sconfitta.
In caso di pari punti per le squadre fuori dalla zona promozione e retrocessione era in vigore il pari merito.

### Girone C

#### Squadre partecipanti
| Squadra                                  | Città                    | Stadio | Stagione precedente |
| ---------------------------------------- | ------------------------ | ------ | ------------------- |
| Bologna Sez.Calcio (C = allievi)         | Bologna                  |        |                     |
| Pol. Casalecchio (B = riserve)           | Casalecchio di Reno (BO) |        |                     |
| A.S. Castelfranco                        | Castelfranco Emilia (MO) |        |                     |
| Dop. Sport. Crevalcore                   | Crevalcore (BO)          |        |                     |
| S.G. Fortitudo                           | Bologna                  |        |                     |
| Pol. Molinella Sez. Calcio (B = riserve) | Molinella (BO)           |        |                     |

#### Classifica finale
|  | Pos. | Squadra | Pt | G  | V | N | P | GF | GS | DR |
|  | ---- | ------- | -- | -- | - | - | - | -- | -- | -- |
|  | 1.   | ??      | ?? | 10 |   |   |   |    |    |    |
|  | 2.   | ??      | ?? | 10 |   |   |   |    |    |    |
|  | 3.   | ??      | ?? | 10 |   |   |   |    |    |    |
|  | 4.   | ??      | ?? | 10 |   |   |   |    |    |    |
|  | 5.   | ??      | ?? | 10 |   |   |   |    |    |    |
|  | 6.   | ??      | ?? | 10 |   |   |   |    |    |    |

Legenda:
      Ammesso alle finali.
Regolamento:
Due punti a vittoria, uno a pareggio, zero a sconfitta.
In caso di pari punti per le squadre fuori dalla zona promozione e retrocessione era in vigore il pari merito.

### Girone D

#### Squadre partecipanti
| Squadra                              | Città                  | Stadio | Stagione precedente |
| ------------------------------------ | ---------------------- | ------ | ------------------- |
| Dop. Ennio Bortolotti                | Berra (FE)             |        |                     |
| U.S. Comacchiese                     | Comacchio (FE)         |        |                     |
| U.S. Copparese                       | Copparo (FE)           |        |                     |
| S.S. Jolanda di Savoia               | Jolanda di Savoia (FE) |        |                     |
| S.P. Portuense (B = riserve)         | Portomaggiore (FE)     |        |                     |
| Robur F.C.                           | Lagosanto (FE)         |        |                     |
| Soc. Pol. Ars et Labor (B = riserve) | Ferrara                |        |                     |

#### Classifica finale
|  | Pos. | Squadra | Pt | G  | V | N | P | GF | GS | DR |
|  | ---- | ------- | -- | -- | - | - | - | -- | -- | -- |
|  | 1.   | ??      | ?? | 12 |   |   |   |    |    |    |
|  | 2.   | ??      | ?? | 12 |   |   |   |    |    |    |
|  | 3.   | ??      | ?? | 12 |   |   |   |    |    |    |
|  | 4.   | ??      | ?? | 12 |   |   |   |    |    |    |
|  | 5.   | ??      | ?? | 12 |   |   |   |    |    |    |
|  | 6.   | ??      | ?? | 12 |   |   |   |    |    |    |
|  | 7.   | ??      | ?? | 12 |   |   |   |    |    |    |

Legenda:
      Ammesso alle finali.
Regolamento:
Due punti a vittoria, uno a pareggio, zero a sconfitta.
In caso di pari punti per le squadre fuori dalla zona promozione e retrocessione era in vigore il pari merito.

### Girone E

#### Squadre partecipanti
| Squadra                    | Città          | Stadio | Stagione precedente |
| -------------------------- | -------------- | ------ | ------------------- |
| E.S. Alfonsinese           | Alfonsine (RA) |        |                     |
| A.S. Forlì (B = riserve)   | Forlì          |        |                     |
| U.S. Fusignanese           | Fusignano (RA) |        |                     |
| U.S. Imolese (B = riserve) | Imola (BO)     |        |                     |
| A.C. Ravenna (B = riserve) | Ravenna        |        |                     |
| U.S. Russi (B = riserve)   | Russi (RA)     |        |                     |

#### Classifica finale
|  | Pos. | Squadra | Pt | G  | V | N | P | GF | GS | DR |
|  | ---- | ------- | -- | -- | - | - | - | -- | -- | -- |
|  | 1.   | ??      | ?? | 10 |   |   |   |    |    |    |
|  | 2.   | ??      | ?? | 10 |   |   |   |    |    |    |
|  | 3.   | ??      | ?? | 10 |   |   |   |    |    |    |
|  | 4.   | ??      | ?? | 10 |   |   |   |    |    |    |
|  | 5.   | ??      | ?? | 10 |   |   |   |    |    |    |
|  | 6.   | ??      | ?? | 10 |   |   |   |    |    |    |

Legenda:
      Ammesso alle finali.
Regolamento:
Due punti a vittoria, uno a pareggio, zero a sconfitta.
In caso di pari punti per le squadre fuori dalla zona promozione e retrocessione era in vigore il pari merito.

#### Verdetti
- Sassuolo, Noceto, Parma B, Scandianese, Concordia, Mantova B, Carpi B, Sambenedettina, Bologna C, Fortitudo, Casalecchio B, Jolanda di Savoia, Portuense B, Ennio Bortolotti, Alfonsinese e Fusignanese ammesse ai gironi semifinali.
- Copparese promossa in Seconda Divisione 1933-1934 a completamento degli organici.
- Robur sciolto a stagione avviata.

### Fase semifinale

#### Girone A
- Mantova B
- Noceto
- Parma B
- Sambenedettina

|  | Pos. | Squadra        | Pt | G  | V | N | P | GF | GS | DR |
|  | ---- | -------------- | -- | -- | - | - | - | -- | -- | -- |
|  | 1.   | Sambenedettina | ?? | ?? |   |   |   |    |    |    |
|  | 2.   | ??             | ?? | ?? |   |   |   |    |    |    |
|  | 3.   | ??             | ?? | ?? |   |   |   |    |    |    |
|  | 4.   | ??             | ?? | ?? |   |   |   |    |    |    |

Legenda:
      Ammesso alle finali del D.D.S. per la promozione in Prima Divisione.
Regolamento:
Due punti a vittoria, uno a pareggio, zero a sconfitta.
In caso di pari punti per le squadre fuori dalla zona promozione e retrocessione era in vigore il pari merito.

#### Girone B
|  | Pos. | Squadra     | Pt | G | V | N | P | GF | GS | DR |
|  | ---- | ----------- | -- | - | - | - | - | -- | -- | -- |
|  | 1.   | Concordia   | 11 | 7 |   |   |   |    |    |    |
|  | 2.   | Sassuolo    | 9  | 7 |   |   |   |    |    |    |
|  | 3.   | Carpi B     | 4  | 6 |   |   |   |    |    |    |
|  | 4.   | Scandianese | 2  | 6 |   |   |   |    |    |    |

Legenda:
      Ammesso alle finali del D.D.S. per la promozione in Prima Divisione.
Regolamento:
Due punti a vittoria, uno a pareggio, zero a sconfitta.
In caso di pari punti per le squadre fuori dalla zona promozione e retrocessione era in vigore il pari merito.

### Qualificazione alle finali
|          | Risultato |           | Luogo e data                  |
| -------- | --------- | --------- | ----------------------------- |
| Sassuolo | 0 - 4     | Concordia | Reggio Emilia, 30 aprile 1933 |
|          |           |           |                               |

#### Girone C
- Bologna C
- Casalecchio B
- Ennio Bortolotti
- Jolanda di Savoia

|  | Pos. | Squadra   | Pt | G  | V | N | P | GF | GS | DR |
|  | ---- | --------- | -- | -- | - | - | - | -- | -- | -- |
|  | 1.   | Bologna C | ?? | ?? |   |   |   |    |    |    |
|  | 2.   | ??        | ?? | ?? |   |   |   |    |    |    |
|  | 3.   | ??        | ?? | ?? |   |   |   |    |    |    |
|  | 4.   | ??        | ?? | ?? |   |   |   |    |    |    |

Legenda:
      Ammesso alle finali del D.D.S. per la promozione in Prima Divisione.
Regolamento:
Due punti a vittoria, uno a pareggio, zero a sconfitta.
In caso di pari punti per le squadre fuori dalla zona promozione e retrocessione era in vigore il pari merito.

#### Girone D
- Alfonsinese
- Fortitudo
- Fusignanese
- Portuense B

|  | Pos. | Squadra   | Pt | G  | V | N | P | GF | GS | DR |
|  | ---- | --------- | -- | -- | - | - | - | -- | -- | -- |
|  | 1.   | Fortitudo | ?? | ?? |   |   |   |    |    |    |
|  | 2.   | ??        | ?? | ?? |   |   |   |    |    |    |
|  | 3.   | ??        | ?? | ?? |   |   |   |    |    |    |
|  | 4.   | ??        | ?? | ?? |   |   |   |    |    |    |

Legenda:
      Ammesso alle finali del D.D.S. per la promozione in Prima Divisione.
Regolamento:
Due punti a vittoria, uno a pareggio, zero a sconfitta.
In caso di pari punti per le squadre fuori dalla zona promozione e retrocessione era in vigore il pari merito.

#### Verdetti
- Sassuolo e Jolanda di Savoia promosse in Seconda Divisione 1933-1934 a completamento degli organici.

### Fase finale

#### Girone A
- Concordia
- Sambenedettina

#### Girone B
- Bologna C
- Fortitudo

#### Verdetti
- Sambenedettina e Bologna C ammesse alla finalissima per il titolo.
- Sambenedettina promossa in Seconda Divisione 1933-1934.

## Toscana

### Girone A

#### Squadre partecipanti
| Squadra                                  | Città                      | Stadio | Stagione precedente |
| ---------------------------------------- | -------------------------- | ------ | ------------------- |
| U.S. Borgo San Lorenzo                   | Borgo San Lorenzo (FI)     |        |                     |
| S.S. Delle Signe (B = riserve)           | Signa (FI)                 |        |                     |
| U.S. Lucchese Libertas (B = riserve)     | Lucca                      |        |                     |
| U.S. Pistoiese (B = riserve)             | Pistoia                    |        |                     |
| Prato S.C. (B = riserve)                 | Prato (FI)                 |        |                     |
| U.S. Santa Croce sull'Arno (B = riserve) | Santa Croce sull'Arno (PI) |        |                     |

#### Classifica finale
|  | Pos. | Squadra | Pt | G  | V | N | P | GF | GS | DR |
|  | ---- | ------- | -- | -- | - | - | - | -- | -- | -- |
|  | 1.   | ??      | ?? | 10 |   |   |   |    |    |    |
|  | 2.   | ??      | ?? | 10 |   |   |   |    |    |    |
|  | 3.   | ??      | ?? | 10 |   |   |   |    |    |    |
|  | 4.   | ??      | ?? | 10 |   |   |   |    |    |    |
|  | 5.   | ??      | ?? | 10 |   |   |   |    |    |    |
|  | 6.   | ??      | ?? | 10 |   |   |   |    |    |    |

Legenda:
      Ammesso alle finali.
Regolamento:
Due punti a vittoria, uno a pareggio, zero a sconfitta.
In caso di pari punti per le squadre fuori dalla zona promozione e retrocessione era in vigore il pari merito.

### Girone B

#### Squadre partecipanti
| Squadra                   | Città                 | Stadio | Stagione precedente |
| ------------------------- | --------------------- | ------ | ------------------- |
| U.S. Aquila (B = riserve) | Montevarchi (AR)      |        |                     |
| U.S. Arezzo (B = riserve) | Arezzo                |        |                     |
| A.C. Castelfiorentino     | Castelfiorentino (FI) |        |                     |
| Empoli F.C. (B = riserve) | Empoli (FI)           |        |                     |
| S.S. Robur (B = riserve)  | Siena                 |        |                     |

#### Classifica finale
|  | Pos. | Squadra | Pt | G | V | N | P | GF | GS | DR |
|  | ---- | ------- | -- | - | - | - | - | -- | -- | -- |
|  | 1.   | ??      | ?? | 8 |   |   |   |    |    |    |
|  | 2.   | ??      | ?? | 8 |   |   |   |    |    |    |
|  | 3.   | ??      | ?? | 8 |   |   |   |    |    |    |
|  | 4.   | ??      | ?? | 8 |   |   |   |    |    |    |
|  | 5.   | ??      | ?? | 8 |   |   |   |    |    |    |

Legenda:
      Ammesso alle finali.
Regolamento:
Due punti a vittoria, uno a pareggio, zero a sconfitta.
In caso di pari punti per le squadre fuori dalla zona promozione e retrocessione era in vigore il pari merito.

### Girone C

#### Squadre partecipanti
| Squadra                                                 | Città                | Stadio | Stagione precedente |
| ------------------------------------------------------- | -------------------- | ------ | ------------------- |
| U.S. Angelo Belloni (B = riserve)                       | Massa                |        |                     |
| U.S. Carrarese F. "Pietrino Binelli" (B = riserve)      | Carrara              |        |                     |
| S.S Nuova Italia Forte dei Marmi-Querceta (B = riserve) | Forte dei Marmi (LU) |        |                     |
| A.S. San Marco                                          | Carrara-Avenza       |        |                     |
| U.S. Sarzanese                                          | Sarzana (SP)         |        |                     |
| U.S. Viareggio "Vezio Parducci" (B = riserve)           | Viareggio (LU)       |        |                     |

#### Classifica finale
|  | Pos. | Squadra | Pt | G  | V | N | P | GF | GS | DR |
|  | ---- | ------- | -- | -- | - | - | - | -- | -- | -- |
|  | 1.   | ??      | ?? | 10 |   |   |   |    |    |    |
|  | 2.   | ??      | ?? | 10 |   |   |   |    |    |    |
|  | 3.   | ??      | ?? | 10 |   |   |   |    |    |    |
|  | 4.   | ??      | ?? | 10 |   |   |   |    |    |    |
|  | 5.   | ??      | ?? | 10 |   |   |   |    |    |    |
|  | 6.   | ??      | ?? | 10 |   |   |   |    |    |    |

Legenda:
      Ammesso alle finali.
Regolamento:
Due punti a vittoria, uno a pareggio, zero a sconfitta.
In caso di pari punti per le squadre fuori dalla zona promozione e retrocessione era in vigore il pari merito.

### Girone D

#### Squadre partecipanti
| Squadra                          | Città                 | Stadio | Stagione precedente |
| -------------------------------- | --------------------- | ------ | ------------------- |
| U.S. Grosseto (B = riserve)      | Grosseto              |        |                     |
| S.C. Pisa (B = riserve)          | Pisa                  |        |                     |
| U.S. Pontedera (B = riserve)     | Pontedera (PI)        |        |                     |
| U.S. Sempre Avanti (B = riserve) | Piombino (LI)         |        |                     |
| G.S. Solvay (B = riserve)        | Rosignano Solvay (LI) |        |                     |

#### Classifica finale
|  | Pos. | Squadra | Pt | G | V | N | P | GF | GS | DR |
|  | ---- | ------- | -- | - | - | - | - | -- | -- | -- |
|  | 1.   | ??      | ?? | 8 |   |   |   |    |    |    |
|  | 2.   | ??      | ?? | 8 |   |   |   |    |    |    |
|  | 3.   | ??      | ?? | 8 |   |   |   |    |    |    |
|  | 4.   | ??      | ?? | 8 |   |   |   |    |    |    |
|  | 5.   | ??      | ?? | 8 |   |   |   |    |    |    |

Legenda:
      Ammesso alle finali.
Regolamento:
Due punti a vittoria, uno a pareggio, zero a sconfitta.
In caso di pari punti per le squadre fuori dalla zona promozione e retrocessione era in vigore il pari merito.

#### Verdetti
- Pistoiese B, Aquila B, Viareggio B, Sempre Avanti B ammesse al girone finale A per le riserve.
- Castelfiorentino, Borgo San Lorenzo e Sarzanese ammesse al girone finale B per le prime squadre.

### Fase finale

#### Girone A (squadre riserve)
- Montevarchi B
- Pistoiese B
- Sempre Avanti B
- Viareggio "Vezio Parducci" B

#### Girone B (prime squadre)
- Borgo San Lorenzo
- Castelfiorentino
- Sarzanese

#### Verdetti
- Nel girone A, viene effettuato uno spareggio tra Pistoiese B e Sempre Avanti B per l'ammissione alla finale per il titolo, ma ne è ignoto il risultato. Non si conosce la qualificata del girone B alla finale.

## Marche

### Girone A

#### Squadre partecipanti
| Squadra                          | Città                        | Stadio | Stagione precedente |
| -------------------------------- | ---------------------------- | ------ | ------------------- |
| S.P. Alma Juventus (B = riserve) | Fano (PS)                    |        |                     |
| S.S. Matelica                    | Matelica (MC)                |        |                     |
| Dop. Montecatini                 | Sassoferrato-Cabernardi (AN) |        |                     |
| S.S. Nova Camera                 | Camerino (MC)                |        |                     |
| S.S. Urbino                      | Urbino                       |        |                     |
| S.S. Vis (B = riserve)           | Pesaro                       |        |                     |

#### Classifica finale
|  | Pos. | Squadra | Pt | G  | V | N | P | GF | GS | DR |
|  | ---- | ------- | -- | -- | - | - | - | -- | -- | -- |
|  | 1.   | ??      | ?? | 10 |   |   |   |    |    |    |
|  | 2.   | ??      | ?? | 10 |   |   |   |    |    |    |
|  | 3.   | ??      | ?? | 10 |   |   |   |    |    |    |
|  | 4.   | ??      | ?? | 10 |   |   |   |    |    |    |
|  | 5.   | ??      | ?? | 10 |   |   |   |    |    |    |
|  | 6.   | ??      | ?? | 10 |   |   |   |    |    |    |

Legenda:
      Ammesso alle finali.
Regolamento:
Due punti a vittoria, uno a pareggio, zero a sconfitta.
In caso di pari punti per le squadre fuori dalla zona promozione e retrocessione era in vigore il pari merito.

### Girone B

#### Squadre partecipanti
| Squadra                           | Città                         | Stadio | Stagione precedente |
| --------------------------------- | ----------------------------- | ------ | ------------------- |
| Ass. Pol. Adriatica               | Porto Recanati (MC)           |        |                     |
| S.S. Ascoli (B = riserve)         | Ascoli Piceno                 |        |                     |
| F.G.C. Macerata                   | Macerata                      |        |                     |
| S.S. Italia                       | Porto Sant'Elpidio (AP)       |        |                     |
| U.S. Portocivitanova              | Porto Civitanova (MC)         |        |                     |
| S.S. Recanati                     | Recanati (MC)                 |        |                     |
| U.S. Sangiorgese                  | Porto San Giorgio (AP)        |        |                     |
| S.A. Sambenedettese (B = riserve) | San Benedetto del Tronto (AP) |        |                     |

#### Classifica finale
|  | Pos. | Squadra | Pt | G  | V | N | P | GF | GS | DR |
|  | ---- | ------- | -- | -- | - | - | - | -- | -- | -- |
|  | 1.   | ??      | ?? | 14 |   |   |   |    |    |    |
|  | 2.   | ??      | ?? | 14 |   |   |   |    |    |    |
|  | 3.   | ??      | ?? | 14 |   |   |   |    |    |    |
|  | 4.   | ??      | ?? | 14 |   |   |   |    |    |    |
|  | 5.   | ??      | ?? | 14 |   |   |   |    |    |    |
|  | 6.   | ??      | ?? | 14 |   |   |   |    |    |    |
|  | 7.   | ??      | ?? | 14 |   |   |   |    |    |    |
|  | 8.   | ??      | ?? | 14 |   |   |   |    |    |    |

Legenda:
      Ammesso alle finali.
Regolamento:
Due punti a vittoria, uno a pareggio, zero a sconfitta.
In caso di pari punti per le squadre fuori dalla zona promozione e retrocessione era in vigore il pari merito.

#### Verdetti
- Matelica, Montecatini, Vis, F.G.C. Macerata, Sangiorgese, e Portocivitanova ammesse al girone finale.
- Urbino, Adriatica e F.G.C. Macerata promosse in Seconda Divisione 1933-1934.

### Fase finale

#### Girone finale
- Matelica
- Montecatini
- Vis Pesaro B
- F.G.C. Macerata
- Portocivitanova
- Sangiorgese

#### Verdetti
- Macerata, Montecatini, Portocivitanova e Sangiorgese promosse in Seconda Divisione 1933-1934.

## Umbria

### Girone unico

#### Squadre partecipanti
| Squadra               | Città                                   | Stagione precedente            |
| --------------------- | --------------------------------------- | ------------------------------ |
| Angelana              | Santa Maria degli Angeli di Assisi (PG) | Inattiva                       |
| Foligno (B = riserve) | Foligno (PG)                            | 6° in Seconda Divisione Umbria |
| Magione               | Magione (PG)                            |                                |
| Perugia (B = riserve) | Perugia                                 | 1° in Seconda Divisione Umbria |
| Terni (B = riserve)   | Terni                                   | 4° in Seconda Divisione Umbria |

#### Classifica finale
|  | Pos. | Squadra | Pt | G | V | N | P | GF | GS | DR |
|  | ---- | ------- | -- | - | - | - | - | -- | -- | -- |
|  | 1.   | ??      | ?? | 8 |   |   |   |    |    |    |
|  | 2.   | ??      | ?? | 8 |   |   |   |    |    |    |
|  | 3.   | ??      | ?? | 8 |   |   |   |    |    |    |
|  | 4.   | ??      | ?? | 8 |   |   |   |    |    |    |
|  | 5.   | ??      | ?? | 8 |   |   |   |    |    |    |

Legenda:
      Ammesso alle finali.
Regolamento:
Due punti a vittoria, uno a pareggio, zero a sconfitta.
In caso di pari punti per le squadre fuori dalla zona promozione e retrocessione era in vigore il pari merito.

## Lazio

### Girone A

#### Squadre partecipanti
| Squadra                     | Città               | Stadio | Stagione precedente |
| --------------------------- | ------------------- | ------ | ------------------- |
| S.S. Alba                   | Roma                |        |                     |
| S.S. Albano                 | Albano Laziale (RM) |        |                     |
| S.S. Juventus (B = riserve) | Roma                |        |                     |
| G.S. La Tribuna             | Roma                |        |                     |
| G.S. Mobilificio Benedetti  | Roma                |        |                     |
| A.S. Roma (D = ragazzi)     | Roma                |        |                     |
| A.S. Viterbo                | Viterbo             |        |                     |
| S.S. Vivace                 | Grottaferrata (RM)  |        |                     |

#### Classifica finale
|  | Pos. | Squadra               | Pt | G  | V | N | P | GF | GS | DR  |
|  | ---- | --------------------- | -- | -- | - | - | - | -- | -- | --- |
|  | 1.   | Roma D                | 21 | 14 | 7 | 7 | 0 | 24 | 10 | +14 |
|  | 2.   | Mobilificio Benedetti | 19 | 14 | 8 | 3 | 3 | 17 | 13 | +4  |
|  | 3.   | Vivace                | 15 | 14 | 6 | 3 | 5 | 21 | 22 | -1  |
|  | 4.   | Alba Roma             | 15 | 14 | 5 | 5 | 4 | 21 | 14 | +7  |
|  | 5.   | Viterbo               | 14 | 14 | 5 | 4 | 5 | 26 | 26 | 0   |
|  | 6.   | La Tribuna            | 12 | 14 | 4 | 4 | 6 | 17 | 28 | -11 |
|  | 7.   | Albano                | 9  | 14 | 4 | 1 | 9 | 19 | 29 | -10 |
|  | 8.   | Juventus Roma B       | 7  | 14 | 2 | 3 | 9 | 16 | 27 | -11 |

Legenda:
      Ammesso alle finali.
Regolamento:
Due punti a vittoria, uno a pareggio, zero a sconfitta.
In caso di pari punti per le squadre fuori dalla zona promozione e retrocessione era in vigore il pari merito.
C'è un'evidente incongruenza riguardo al computo dei gol (161 fatti e 169 subiti).

### Qualificazione
|      | Risultati |        | Luogo e data   |
| ---- | --------- | ------ | -------------- |
| Alba | 2 - 3     | Vivace | ??, ?? ?? 1933 |
|      |           |        |                |

### Girone B

#### Squadre partecipanti
| Squadra                              | Città                  | Stadio | Stagione precedente |
| ------------------------------------ | ---------------------- | ------ | ------------------- |
| U.S. Civitavecchiese (B = riserve)   | Civitavecchia (RM)     |        |                     |
| S.G.S. Fortitudo (B = riserve)       | Roma                   |        |                     |
| S.S. Giovinezza                      | Roma                   |        |                     |
| S.S. Il Savoia Sportivo              | Roma                   |        |                     |
| U.S. Ostiense (B = riserve)          | Roma                   |        |                     |
| A.S. Trastevere                      | Roma                   |        |                     |
| U.S.F. Veliti del Littorio           | Civita Castellana (VT) |        |                     |
| Vittoria Sez. calcio Dop. F.A.T.M.E. | Roma                   |        |                     |

#### Classifica finale
|  | Pos. | Squadra             | Pt | G  | V | N | P  | GF | GS | DR  |
|  | ---- | ------------------- | -- | -- | - | - | -- | -- | -- | --- |
|  | 1.   | Il Savoia           | 23 | 14 | 9 | 5 | 0  | 29 | 9  | +20 |
|  | 2.   | Trastevere          | 17 | 14 | 7 | 3 | 4  | 19 | 15 | +4  |
|  | 3.   | Ostiense B          | 16 | 14 | 6 | 4 | 4  | 25 | 12 | +13 |
|  | 4.   | Civitavecchiese B   | 15 | 14 | 6 | 3 | 5  | 24 | 22 | +2  |
|  | 4.   | Veliti del Littorio | 15 | 14 | 6 | 3 | 5  | 18 | 24 | -6  |
|  | 6.   | Fortitudo B         | 13 | 13 | 5 | 3 | 5  | 24 | 20 | +4  |
|  | 7.   | Vittoria FATME      | 11 | 14 | 3 | 5 | 6  | 14 | 14 | 0   |
|  | 8.   | Giovinezza Roma     | 0  | 13 | 0 | 0 | 13 | 3  | 38 | -35 |

Legenda:
      Ammesso alle finali.
Regolamento:
Due punti a vittoria, uno a pareggio, zero a sconfitta.
In caso di pari punti per le squadre fuori dalla zona promozione e retrocessione era in vigore il pari merito.
Note:
Manca l'informazione sulla partita da recuperare tra Fortitudo B e Giovinezza
C'è un'evidente incongruenza riguardo al computo parziale dei gol (156 fatti e 154 subiti).

### Girone C

#### Squadre partecipanti
| Squadra                 | Città           | Stadio | Stagione precedente |
| ----------------------- | --------------- | ------ | ------------------- |
| S.S. Cisterna           | Cisterna (RM)   |        |                     |
| Pol. Bellator Frusino   | Frosinone       |        |                     |
| U.S. Gaeta              | Gaeta (RM)      |        |                     |
| G.S. Pontecorvese       | Pontecorvo (FR) |        |                     |
| A.C. Sora (B = riserve) | Sora (FR)       |        |                     |
| A.S. Veliterna          | Velletri (RM)   |        |                     |

#### Classifica finale
|  | Pos. | Squadra          | Pt | G  | V | N | P | GF | GS | DR  |
|  | ---- | ---------------- | -- | -- | - | - | - | -- | -- | --- |
|  | 1.   | Pontecorvese     | 15 | 10 | 5 | 5 | 0 | 24 | 15 | +9  |
|  | 2.   | Bellator Frusino | 14 | 10 | 6 | 2 | 2 | 25 | 15 | +10 |
|  | 2.   | Veliterna        | 14 | 10 | 5 | 4 | 1 | 24 | 14 | +10 |
|  | 4.   | Gaeta            | 10 | 10 | 2 | 6 | 2 | 19 | 18 | +1  |
|  | 5.   | Sora B           | 6  | 10 | 2 | 2 | 6 | 11 | 25 | -14 |
|  | 6.   | Pro Cisterna     | 1  | 10 | 0 | 1 | 9 | 10 | 32 | -22 |

Legenda:
      Ammesso alle finali.
 Ritirato durante il campionato.
Regolamento:
Due punti a vittoria, uno a pareggio, zero a sconfitta.
In caso di pari punti per le squadre fuori dalla zona promozione e retrocessione era in vigore il pari merito.
Note:
C'è un'evidente incongruenza riguardo al computo parziale dei gol (113 fatti e 119 subiti).

### Girone finale

#### Classifica finale
|  | Pos. | Squadra               | Pt       | G  | V | N | P | GF | GS | DR  |
|  | ---- | --------------------- | -------- | -- | - | - | - | -- | -- | --- |
|  | 1.   | Roma D                | 17       | 12 | 6 | 5 | 1 | 18 | 6  | +12 |
|  | 1.   | Bellator Frusino      | 17       | 12 | 7 | 3 | 2 | 32 | 15 | +17 |
|  | 3.   | Veliterna             | 14       | 12 | 5 | 4 | 3 | 17 | 15 | +2  |
|  | 3.   | Mobilificio Benedetti | 12       | 12 | 3 | 6 | 3 | 11 | 15 | -4  |
|  | 5.   | Il Savoia             | 11       | 12 | 4 | 4 | 4 | 13 | 12 | +1  |
|  | 6.   | Pontecorvese          | 7        | 12 | 2 | 3 | 7 | 11 | 23 | -12 |
|  | 7.   | Trastevere            | 5        | 12 | 1 | 3 | 8 | 16 | 30 | -14 |
|  | --   | Vivace                | Ritirato |    |   |   |   |    |    |     |
|  | --   | Ostiense B            | Ritirato |    |   |   |   |    |    |     |

Legenda:
      Campione Laziale di Terza Divisione.
      Promosso in Seconda Divisione 1933-1934 a completamento degli organici.
 Ritirato durante il campionato.
Regolamento:
Due punti a vittoria, uno a pareggio, zero a sconfitta.
In caso di pari punti per le squadre fuori dalla zona promozione e retrocessione era in vigore il pari merito.
Note:
C'è un'evidente incongruenza nel computo totale dei gol (118 fatti e 116 subiti).

### Spareggio per il titolo
|        | Risultato |                  | Luogo e data      |
| ------ | --------- | ---------------- | ----------------- |
| Roma D | 1 - 0     | Bellator Frusino | ??, 9 luglio 1933 |
|        |           |                  |                   |

## Campania

### Girone A

#### Squadre partecipanti
| Squadra                      | Città                         | Stadio | Stagione precedente |
| ---------------------------- | ----------------------------- | ------ | ------------------- |
| P.F. Aversana                | Aversa (NA)                   |        |                     |
| A.S. Capua                   | Capua (NA)                    |        |                     |
| F.G.C. Acerra                | Acerra (NA)                   |        |                     |
| F.G.C. Nola                  | Nola (NA)                     |        |                     |
| U.S. Gladiator (B = riserve) | Santa Maria Capua Vetere (NA) |        |                     |
| G.U.F. Arnaldo Mussolini     | Benevento                     |        |                     |
| U.S. Mariglianese            | Marigliano (NA)               |        |                     |
| A.S. Puteolana               | Pozzuoli (NA)                 |        |                     |

#### Classifica finale
|  | Pos. | Squadra | Pt | G  | V | N | P | GF | GS | DR |
|  | ---- | ------- | -- | -- | - | - | - | -- | -- | -- |
|  | 1.   | ??      | ?? | 14 |   |   |   |    |    |    |
|  | 2.   | ??      | ?? | 14 |   |   |   |    |    |    |
|  | 3.   | ??      | ?? | 14 |   |   |   |    |    |    |
|  | 4.   | ??      | ?? | 14 |   |   |   |    |    |    |
|  | 5.   | ??      | ?? | 14 |   |   |   |    |    |    |
|  | 6.   | ??      | ?? | 14 |   |   |   |    |    |    |
|  | 7.   | ??      | ?? | 14 |   |   |   |    |    |    |
|  | 8.   | ??      | ?? | 14 |   |   |   |    |    |    |

Legenda:
      Ammesso alle finali.
Regolamento:
Due punti a vittoria, uno a pareggio, zero a sconfitta.
In caso di pari punti per le squadre fuori dalla zona promozione e retrocessione era in vigore il pari merito.

### Girone B

#### Squadre partecipanti
| Squadra                        | Città                | Stadio | Stagione precedente |
| ------------------------------ | -------------------- | ------ | ------------------- |
| G.S. Cotoniere (B = riserve)   | Angri (SA)           |        |                     |
| S.S. Ebolitana                 | Eboli (SA)           |        |                     |
| G.S. F.G.C. Battaglia          | Battipaglia (SA)     |        |                     |
| F.G. Napoli                    | NA-Vomero            |        |                     |
| U.S. Irpinia                   | Avellino             |        |                     |
| Dop. Leopardi                  | Santa Maria La Bruna |        |                     |
| A.S. Pagani                    | Pagani (SA)          |        |                     |
| U.S. Salernitana (B = riserve) | Salerno              |        |                     |

#### Classifica finale
|  | Pos. | Squadra | Pt | G  | V | N | P | GF | GS | DR |
|  | ---- | ------- | -- | -- | - | - | - | -- | -- | -- |
|  | 1.   | ??      | ?? | 14 |   |   |   |    |    |    |
|  | 2.   | ??      | ?? | 14 |   |   |   |    |    |    |
|  | 3.   | ??      | ?? | 14 |   |   |   |    |    |    |
|  | 4.   | ??      | ?? | 14 |   |   |   |    |    |    |
|  | 5.   | ??      | ?? | 14 |   |   |   |    |    |    |
|  | 6.   | ??      | ?? | 14 |   |   |   |    |    |    |
|  | 7.   | ??      | ?? | 14 |   |   |   |    |    |    |
|  | 8.   | ??      | ?? | 14 |   |   |   |    |    |    |

Legenda:
      Ammesso alle finali.
Regolamento:
Due punti a vittoria, uno a pareggio, zero a sconfitta.
In caso di pari punti per le squadre fuori dalla zona promozione e retrocessione era in vigore il pari merito.

#### Verdetti
- Aversana, Puteolana, F.G.C. Nola, Ebolitana, Pagani, F.G.C. Battipaglia e Irpinia ammesse al girone finale.
- F.G. Napoli promosso in Seconda Divisione 1933-1934 a completamento degli organici.
- Mariglianese e Cotoniere B (sciolto) ritirate a stagione in corso.

### Fase finale

#### Girone finale
- Aversana
- Ebolitana
- F.G.C. Battaglia
- Nola
- Irpinia
- Pagani
- Puteolana

#### Verdetti
- Aversana, Ebolitana, F.G.C. Battipaglia e Pagani promosse in Seconda Divisione 1933-1934.
- F.G.C. Nola ritirata a fase finale avviata.

## Puglia

### Girone A

#### Squadre partecipanti
| Squadra                   | Città              | Stadio | Stagione precedente |
| ------------------------- | ------------------ | ------ | ------------------- |
| S.S. Armando Diaz         | Bisceglie (BA)     |        |                     |
| U.S. Foggia (B = riserve) | Foggia             |        |                     |
| U.S. Giovinazzo           | Giovinazzo (BA)    |        |                     |
| U.S. Savoia               | Molfetta (BA)      |        |                     |
| U.S. San Severo           | San Severo (FG)    |        |                     |
| N.U.F. Trani              | Trani (BA)         |        |                     |
| U.S. Trani                | Trani (BA)         |        |                     |
| U.P. Torremaggiore        | Torremaggiore (FG) |        |                     |

#### Classifica finale
|  | Pos. | Squadra         | Pt       | G  | V  | N | P | GF | GS | DR  |
|  | ---- | --------------- | -------- | -- | -- | - | - | -- | -- | --- |
|  | 1.   | Foggia B        | 20       | 12 | 10 | 0 | 2 | 49 | 10 | +39 |
|  | 2.   | Armando Diaz    | 13       | 12 | 5  | 3 | 4 | 21 | 24 | -3  |
|  | 3.   | Trani           | 12       | 12 | 6  | 0 | 6 | 21 | 37 | -16 |
|  | 4.   | Savoia          | 11       | 12 | 5  | 1 | 6 | 24 | 22 | +2  |
|  | 5.   | Giovinazzo (-1) | 9        | 12 | 5  | 0 | 7 | 20 | 21 | -1  |
|  | 5.   | San Severo      | 9        | 12 | 4  | 1 | 7 | 16 | 25 | -9  |
|  | 5.   | NUF Trani       | 9        | 12 | 4  | 1 | 7 | 10 | 22 | -12 |
|  | ---  | Torremaggiore   | Ritirato |    |    |   |   |    |    |     |

Legenda:
      Ammesso alle finali.
      Promosso in Seconda Divisione 1933-1934 a completamento degli organici.
 Ritirato durante il campionato.
Regolamento:
Due punti a vittoria, uno a pareggio, zero a sconfitta.
In caso di pari punti per le squadre fuori dalla zona promozione e retrocessione era in vigore il pari merito.
Note:
Giovinazzo ha scontato 1 punto di penalizzazione in classifica per una rinuncia.

### Girone B

#### Squadre partecipanti
| Squadra                          | Città             | Stadio | Stagione precedente |
| -------------------------------- | ----------------- | ------ | ------------------- |
| U.S. Bari (C = allievi)          | Bari              |        |                     |
| U.S.F. Bitetto                   | Bitetto (BA)      |        |                     |
| G.S. F.G.C. Brindisi             | Brindisi          |        |                     |
| G.S. Cantiere Tosi (B = riserve) | Taranto           |        |                     |
| U.S. Grumo                       | Grumo Appula (BA) |        |                     |
| U.S. Modugno                     | Modugno (BA)      |        |                     |
| A.S. Taranto (B = riserve)       | Taranto           |        |                     |
| U.S. Triggiano                   | Triggiano (BA)    |        |                     |

#### Classifica finale
|  | Pos. | Squadra              | Pt       | G  | V | N | P | GF | GS | DR  |
|  | ---- | -------------------- | -------- | -- | - | - | - | -- | -- | --- |
|  | 1.   | Modugno              | 15       | 10 | 6 | 3 | 1 | 22 | 9  | +13 |
|  | 2.   | Triggiano            | 10       | 10 | 4 | 2 | 4 | 14 | 12 | +2  |
|  | 2.   | Grumo                | 10       | 10 | 4 | 2 | 4 | 14 | 13 | +1  |
|  | 4.   | Taranto B (-3)       | 9        | 10 | 5 | 2 | 3 | 20 | 13 | +7  |
|  | 4.   | Bari C               | 9        | 10 | 3 | 3 | 4 | 8  | 12 | -4  |
|  | 6.   | Cantieri Tosi B (-3) | 1        | 10 | 2 | 0 | 8 | 7  | 26 | -19 |
|  | --   | Bitetto              | Ritirato |    |   |   |   |    |    |     |
|  | --   | FGC Brindisi         | Ritirato |    |   |   |   |    |    |     |

Legenda:
      Ammesso alle finali.
      Promosso in Seconda Divisione 1933-1934 a completamento degli organici.
 Ritirato durante il campionato.
Regolamento:
Due punti a vittoria, uno a pareggio, zero a sconfitta.
In caso di pari punti per le squadre fuori dalla zona promozione e retrocessione era in vigore il pari merito.
Note:
Taranto B e Cantieri Tosi hanno scontato 3 punti di penalizzazione in classifica per tre rinunce.

### Girone finale

#### Classifica finale
|  | Pos. | Squadra        | Pt | G | V | N | P | GF | GS | DR |
|  | ---- | -------------- | -- | - | - | - | - | -- | -- | -- |
|  | 1.   | Grumo          | 8  | 6 | 3 | 2 | 1 | 14 | 10 | +4 |
|  | 2.   | Foggia B       | 6  | 6 | 3 | 0 | 3 | 14 | 10 | +4 |
|  | 2.   | Armando Diaz   | 6  | 6 | 2 | 2 | 2 | 12 | 11 | +1 |
|  | 4.   | Triggiano (-1) | 3  | 6 | 1 | 2 | 3 | 9  | 18 | -9 |

Legenda:

      Promossa in Seconda Divisione 1933-1934.
Regolamento:
Due punti a vittoria, uno a pareggio, zero a sconfitta.
In caso di pari punti per le squadre fuori dalla zona promozione e retrocessione era in vigore il pari merito.
Note:
Triggiano ha scontato 1 punto di penalizzazione in classifica per una rinuncia.

## Sardegna

### Girone unico

#### Squadre partecipanti
| Squadra                     | Città             | Stadio | Stagione precedente |
| --------------------------- | ----------------- | ------ | ------------------- |
| C.S. Cagliari (B = riserve) | Cagliari          |        |                     |
| F.G.C. Cagliari             | Cagliari          |        |                     |
| S.S. Ilva                   | La Maddalena (SS) |        |                     |
| G.S. Monteponi              | Iglesias (CA)     |        |                     |
| U.S. Nuoro                  | Nuoro             |        |                     |
| S.E.F. Torres (B = riserve) | Sassari           |        |                     |
| S.C. Villacidrese           | Villacidro (CA)   |        |                     |

#### Classifica finale
|  | Pos. | Squadra            | Pt       | G | V | N | P | GF | GS | DR |
|  | ---- | ------------------ | -------- | - | - | - | - | -- | -- | -- |
|  | 1.   | Cagliari B         | 13       | ? |   |   |   |    |    |    |
|  | 2.   | Monteponi Iglesias | 12       | ? |   |   |   |    |    |    |
|  | 3.   | Torres B           | 10       | ? |   |   |   |    |    |    |
|  | 4.   | FGC Cagliari       | 9        | ? |   |   |   |    |    |    |
|  | 5.   | Ilvamaddalena      | 7        | ? |   |   |   |    |    |    |
|  | 6.   | Nuoro              | 5        | ? |   |   |   |    |    |    |
|  | --   | Villacidrese       | Ritirato |   |   |   |   |    |    |    |

Legenda:
      Ammesso alle finali.
 Ritirato durante il campionato.
Regolamento:
Due punti a vittoria, uno a pareggio, zero a sconfitta.
In caso di pari punti per le squadre fuori dalla zona promozione e retrocessione era in vigore il pari merito.

### Finalissima per il titolo
|                    | Risultato |                 | Luogo e data   |
| ------------------ | --------- | --------------- | -------------- |
| Monteponi Iglesias | 3 - 0     | F.G.C. Cagliari | ??, ?? ?? 1933 |
|                    |           |                 |                |

#### Verdetti
- Monteponi campione sardo di Terza Divisione.

### Giornali
- Il Littoriale, quotidiano sportivo consultabile presso l'Emeroteca del CONI e le Biblioteche Universitarie di Pavia, Modena e Padova più la  Biblioteca Nazionale Centrale di Firenze.
- Gazzetta del Mezzogiorno, stagione 1932-1933 (link omesso).
- Gazzetta di Venezia, stagione 1932-1933 dal sito della Biblioteca nazionale centrale di Roma.
- Gazzetta dello Sport, stagione 1932-1933, consultabile presso le Biblioteche:
  - Biblioteca Civica di Torino;
  - Biblioteca Nazionale Braidense di Milano,
  - Biblioteca Civica Berio di Genova,
  - Biblioteca Nazionale Centrale di Firenze,
  - Biblioteca Nazionale Centrale di Roma.
- Il Solco Fascista, 16 marzo 1933, p. 3, consultabile online su Biblioteca Panizzi di Reggio Emilia.
- Dolomiten, stagione 1932-1933 dal sito della Biblioteca provinciale Dr. Friedrich Tessmann.
- La Voce di Mantova, stagione 1932-1933, consultabile online.
- La Voce di Bergamo, stagione 1932-1933, consultabile online.

### Libri
- Corrado Delunas e Carlo Fontanelli, 1903-2003 Torres ti amo - 100 anni di calcio a Sassari, Empoli, Geo Edizioni S.r.l., 2003.